# Liste vor- und frühgeschichtlicher Wallanlagen in Hessen

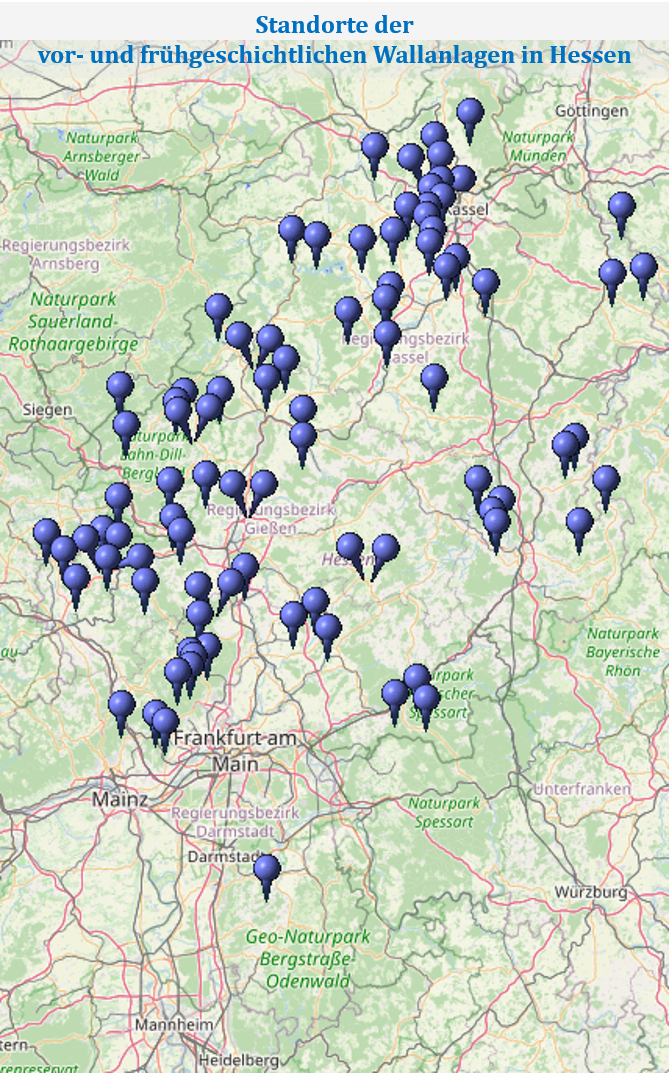
Standortverteilung der vor- und frühgeschichtlichen Erdwerke und Wallanlagen im heutigen Bundesland Hessen

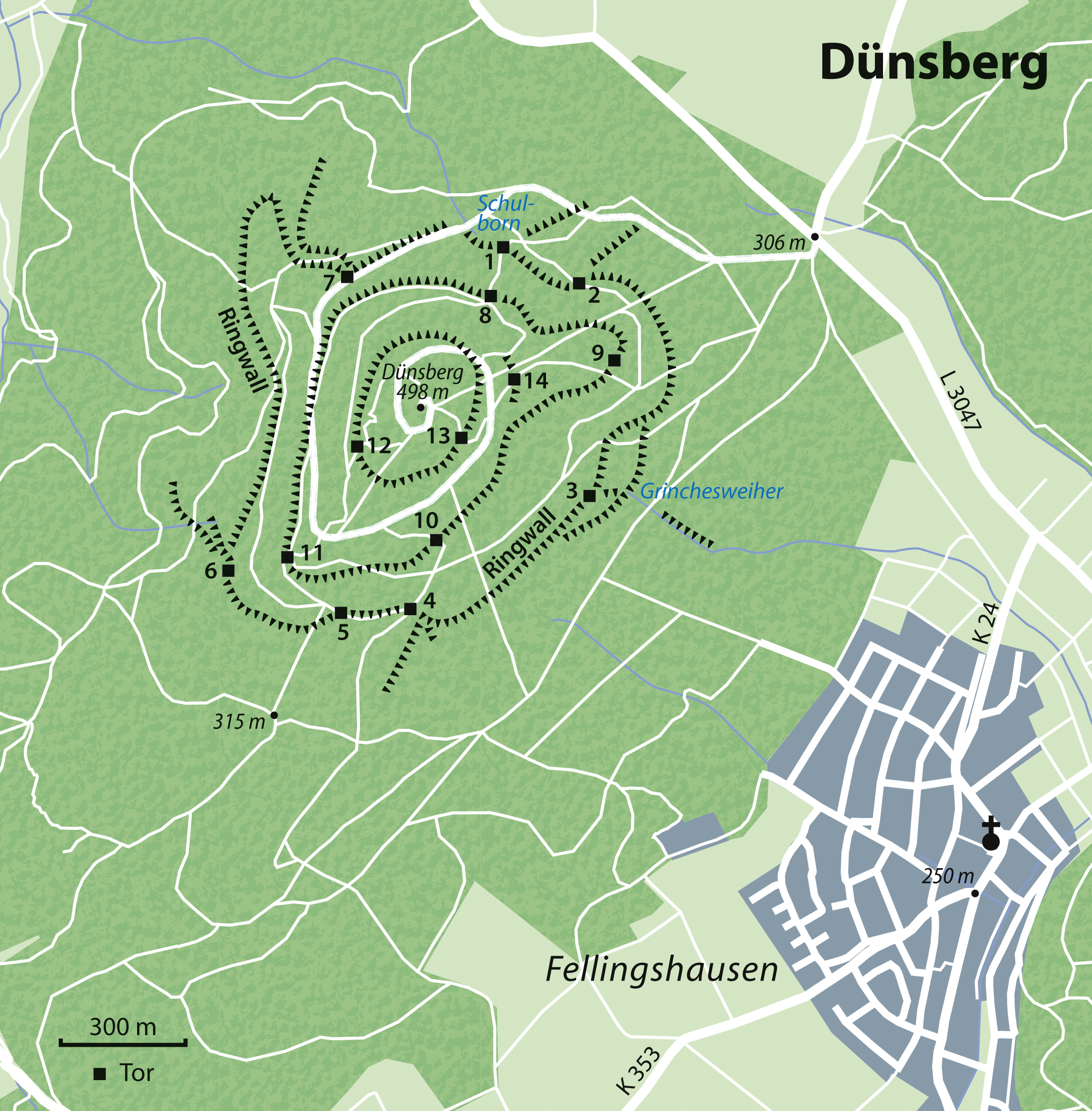
Als Beispiel: Die Ringwallanlage und Oppidum Dünsberg

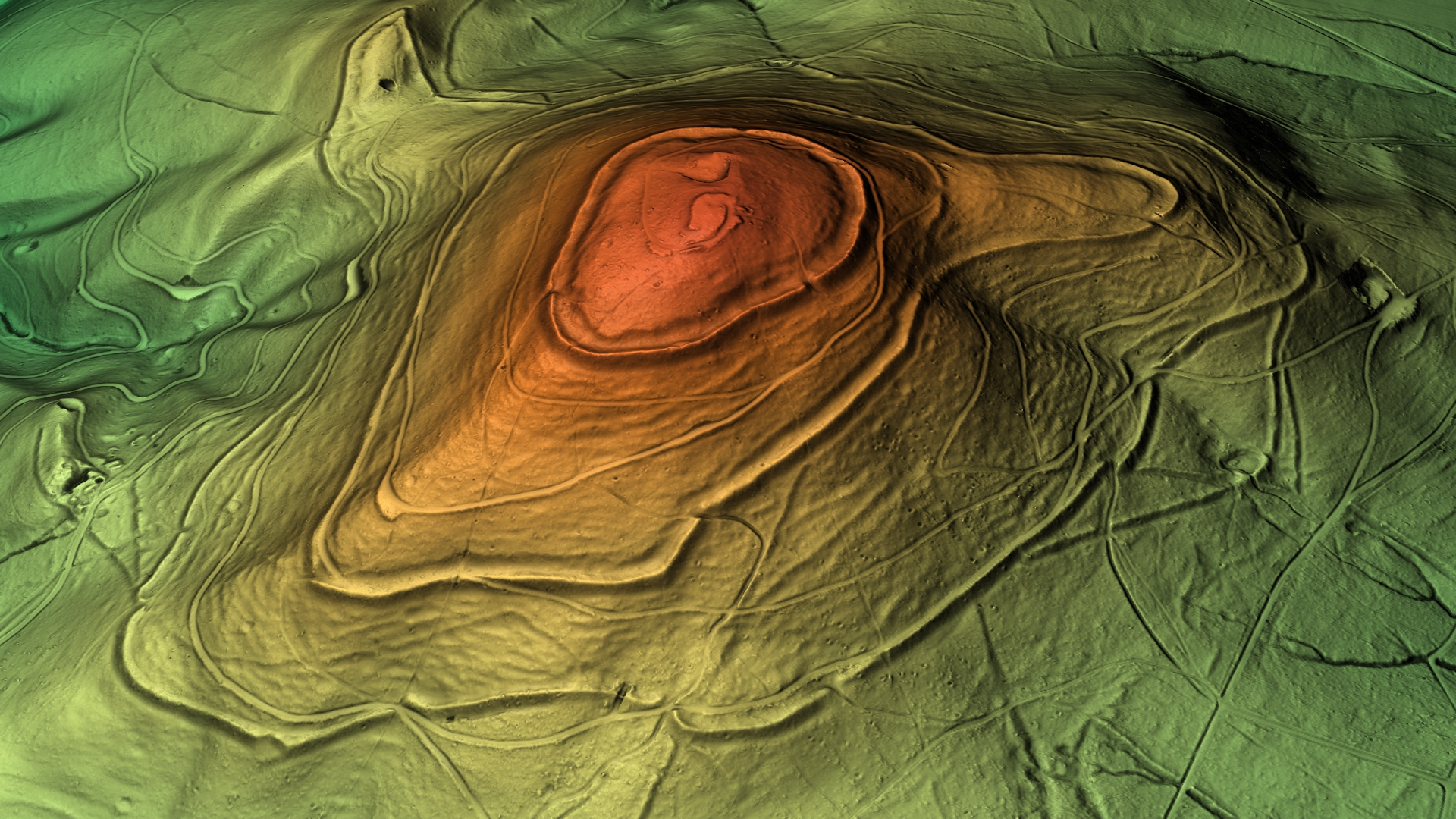
Das zugehörige digitale Geländemodell der Anlage auf dem Dünsberg

Die Liste vor- und frühgeschichtlicher Wallanlagen in Hessen erfasst die Vielzahl solcher Wallanlagen oder Befestigungen in Form von Ringwällen, Wallburgen oder befestigten Oppida von der Steinzeit bis zur Zeitenwende (Vor- und Frühgeschichte), die sich auf dem Gebiet des heutigen Bundeslandes Hessen befinden. Die meisten von ihnen sind nur noch als Geländespuren sichtbar oder im Zustand mehr oder weniger gut erhaltener Ruinenreste.
Die befestigten Anlagen sind Zeugen unserer menschlichen Geschichte, Kultur- und Bodendenkmäler im Sinne des Hessischen Denkmalschutzgesetzes. Nachforschungen und gezieltes Sammeln von Funden sind genehmigungspflichtig, Zufallsfunde sind den Denkmalbehörden zu melden. Raubgrabungen können strafrechtlich verfolgt werden, fügen den Bodendenkmälern meist schweren Schaden zu und zerstören oft wichtige archäologische Zusammenhänge zur Geschichte.

## Zur Geschichte
Die zum Teil auf eine bis über 7000-jährige Geschichte zurückblickenden Bauten waren Schutz-, Lokal- und Herrschaftszentren, besaßen aber oft auch eine Funktion als religiöser Kulminationsort. Unter den aufgeführten Objekten sind Wälle und Wallanlagen von etwa 6000 bis 4000 v. Chr. vom Neolithikum bis zur Bronzezeit, Befestigungen sowie Wallanlagen und Oppida der Hallstatt- und Latènezeit oder allgemeiner der vorrömischen Eisenzeit. Zu den meisten Anlagen existieren keine schriftlichen Zeugnisse; teilweise sind sie auch noch nicht archäologisch tiefergehend untersucht. Hauptsächlich liegen solche Befestigungen auf Bergen und Höhenrücken. In der Gegenwart lassen sich mit Reliefdaten aus Lidar-Scans auch kleine Oberflächenunterschiede sichtbar machen. Dadurch können verschliffene Anlagen wieder sichtbar gemacht werden. Diese neueren wissenschaftlichen Daten zeigen, dass die aufgeführten Anlagen meist viel größer waren als heute noch an der Oberfläche ersichtlich.
Aus der Jungsteinzeit sind sogenannte Erdwerke oder auch Grubenwerke aus der Ebene oder an Flüssen bekannt, die von einem Einfach- bis zu Mehrfachgrabensystem reichten; Wälle als ergänzendes Annäherungshindernis sind nur teilweise nachgewiesen. Wenn ihre Funktion auch oft nicht restlos geklärt ist, so zeigen doch zum Beispiel die intensiven archäologischen Untersuchungen des ca. 14 ha großen Erdwerkes Calden, dass es wenig zum Schutz, sondern eher für kultische Handlungen oder Bestattungsrituale genutzt wurde. Die in Hessen Erdwerke genannten Anlagen wurden erst in neuerer Zeit durch Luftaufnahmen oder Prospektionen gefunden, da sie oft, nach nur kurzer Nutzung der Anlagen, wieder verfüllt wurden. Über ein Dutzend dieser Anlagen sind in den Grenzen des heutigen Bundeslandes Hessen bisher bekannt, darunter das zweitgrößte bisher entdeckte, das sogenannte Erdwerk Schierstein im gleichnamigen Wiesbadener Stadtteil Schierstein.
Von den zeitlich späteren Wallanlagen ist heute fast nur noch der Wall als Hauptelement der Befestigungsanlage sichtbar. Er kann auf verschiedene Weise aufgebaut gewesen sein: als einfache Erdaufschüttung, als Holz-Erde-Konstruktion, als Pfostenschlitzmauer, als Steinwall, als Mauer oder als Murus Gallicus. Ehemalige Holz-Erde-Mauern, aber auch solche aus Stein sind heute im Gelände oft nur noch als vermeintlicher Erdwall zu erkennen. Meist war dem Ringwall ein Graben vorgelagert; der Wall konnte durch eine Palisade ergänzt worden sein, wobei vorwiegend natürliche Geländekanten genutzt wurden. In vielen Fällen errichteten die Erbauer mehrere konzentrische Ringwälle und zusätzliche Abschnittswälle, wodurch eine effektivere Verteidigung gegen Angreifer möglich war. Archäologische Untersuchungen der letzten Jahre lassen erkennen, das die mehrgliedrig gestaffelten, bzw. mit zusätzlichen Abschnittswällen oder Annexen versehenen Ringwallanlagen typisch für Anlagen mit einer mehrphasigen eisen- oder latènezeitlichen Belegung sind.
Innere Bauten, sofern vorhanden, sind nur noch in seltenen Fällen nachweisbar. Diese Anlagen – größere sind oft von mehrfachen Wällen mit Annexen und Abschnittswällen umgeben – sind außerdem in der Regel erheblich größer als spätere mittelalterliche Höhenburgen. Nicht selten schließen solche Ringwälle bis zu 150 Hektar ein, normal sind aber zwischen einem bis etwa 15 Hektar.
Eine Ausnahme vorchristlicher Befestigungen bildet die Wallanlage Rentmauer bei Weilrod-Rod an der Weil im Hochtaunuskreis. Die noch unerforschte Anlage könnte als eine Viereckschanze (Keltenschanze) interpretiert werden und wird in die Latènezeit datiert. Sie würde für den hessischen Raum eine Sonderstellung einnehmen, da solche Anlagen nur aus dem süddeutschen Raum südlich des Odenwaldes bekannt sind, mit einer weiteren möglichen Ausnahme, der Viereckschanze innerhalb des Oppidum Donnersberg auf dem pfälzischen Donnersberg.
Aus der nachfolgenden Zeit der Germanen, zu denen besonders die Chatten in Nord- und Mittelhessen gehörten, und später der Alemannen sind keine größeren Befestigungsbauwerke überliefert bzw. es wurden möglicherweise die Vorgängerbauten der Kelten und Römer genutzt. Einzig befestigte völkerwanderungszeitliche Höhensiedlungen sind bekannt, die aber zum überwiegenden Teil auf den vorgeschichtlichen Befestigungen der Kelten oder Römer aufbauen. Mit den Eroberungen und der Zeit der Herrschaft der Franken sowie der Herrschaft über die auch in Südhessen siedelnden Alemannen und das entstehende Frankenreich der Merowinger ging die Spätantike ins Frühmittelalter über; die Zeit des Burgenbaus brach an und führte die Kultur befestigter Höhen zu neuer Blüte.
Als ein herausragendes Beispiel solcher wallartigen Befestigungen in Hessen gilt der Höhenrücken des Glaubergs. Hier ist eine fast durchgängige Nutzung und Besiedlung von der Jungsteinzeit über eine spätbronzezeitliche Urnenfelderkultur durch Einzelfunde, noch heute sichtbare Ring- und Annexwälle um ein Oppidum mit wertvollen Funden der Keltenzeit, einschließlich eines ergrabenen Grabhügels mit Prozessionsstraße (siehe im Museum und der Forschungsstätte: Keltenwelt am Glauberg), eine weitere Nutzung als Höhensiedlung eines alemannischen Kleinkönigs im 4. und 5. Jahrhundert, eine fränkische Höhenbefestigung bis zu einer stauferschen Höhenburg und Siedlung im Mittelalter (Burg Glauburg) nachweisbar.
Untersucht bzw. wissenschaftlich erforscht werden solche Anlagen meist durch die Archäologie der Vor- und Frühgeschichte. Dabei gibt es heute immer mehr Unterstützung durch ehrenamtliches Engagement von örtlichen Vereinen oder Geschichtsvereinen, die die Besiedlungsgeschichte und ihre regionalen Aspekte erforschen, besser darstellen bzw. der Bevölkerung bewusst machen wollen.

## Übersicht vor- und frühgeschichtlicher Wallanlagen
- Die folgende Übersichtsliste ist eine Ergänzung zur Liste von Burgen und Schlössern in Hessen, die sich auf den Bereich seit dem Frühmittelalter bis in heutige Zeit konzentriert.
- Die dazwischenliegende Zeit römischer Herrschaft und ihrer Befestigungsanlagen auf dem heutigen Gebiet Hessens ist in den Artikeln, die den Limes betreffen, dem Obergermanisch-Raetischen Limes, dem Wetterau-Limes, und dem Odenwald-Limes erläutert.
- Zur Beachtung: Viele dieser Wallanlagen sind noch nicht durch Ausgrabungen archäologisch untersucht und nur durch Lesefunde charakterisiert. Insofern sind die genannten Entstehungszeiten oft nur sekundär erfasste Angaben.
- „→“ verweist auf andere Artikel, in denen die entsprechenden Wallanlagen aufgeführt oder erwähnt werden (Weiterleitung).
- Zur besseren Übersichtlichkeit der Tabelle sind die heutigen Kreise nur mit Abkürzungen aufgeführt.[A 3]

| Name (Geo-Koordinaten) | Heutiger Ort                                                              | Kreis | Typ                                                  | Entstehungs- zeit                                     | Erhaltungszustand / Informationen | Bild                                    |
| --- | ------------------------------------------------------------------------- | ----- | ---------------------------------------------------- | ----------------------------------------------------- | --- | --------------------------------------- |
| Wallanlage Adlerhorst (Lage: 50° 38′ 16″ N, 8° 27′ 10″ O)                                                                           | Aßlar-Oberlemp, Berg Adlerhorst                                           | LDK   | Ringwallanlage                                       | Ende der Eisenzeit                                    | Ringwallreste auf dem 434,6 m hohen Adlerhorst südöstlich von Oberlemp im Gladenbacher Bergland: ovaler, kleiner (0,13 ha, Durchmesser: d1: 44 m, d2: 33 m), Nordwest-Südost ausgerichteter Ringwall um die höchste Felsenkuppe, mehrere Siedlungsspuren: Scherbenfunde im Museum der Hohen Schule in Herborn. Die Felsenspitze wird auch als keltische Kultstätte gesehen. Dieser kleine Ringwall wird von einem aus den Reliefdaten erkennbaren, aber nur noch an wenigen Stellen als Abschnittswall sichtbaren großen Ringwall umgeben, der ca. 2,5 ha groß ist. Deutliche Spuren finden sich 22 m südöstlich des kleinen Ringwalls: ein ca. 45 m breiter stärker ausgebauter Abschnitt riegelte den Zugang hier ab. Nach Nordwesten steht stumpfwinklig noch ein etwa 128 m langer Abschnitt, der ungefähr in der Mitte den Torzugang hatte, da die Wallseiten hier versetzt aufeinanderstoßen. Von West bis Süd waren die Felsstrukturen eingebunden, von Südosten nach Norden nur noch sehr verschliffen in den Reliefdaten sichtbar. In der größeren Anlage (am nördlichen Wall und zentral) liegen zwei auffällige Ringstrukturen (Durchmesser je ca. 10 m). |                                         |
| Ringwall Ahlberg (Lage: 51° 27′ 7″ N, 9° 30′ 32″ O)                                                                                 | Immenhausen-Mariendorf, Ahlberg                                           | LKS   | Ringwallanlage                                       | Eisenzeit                                             | Gipfelplateau des Ahlbergs wird von etwa herzförmigem Ringwall mit vorgelagertem Graben umschlossen, im Südost- und Ostverlauf sind Wall und Graben gut sichtbar erhalten. Frühmittelalterlich überbaut. Innerhalb stand ehemals eine Warte mit eigener Ringmauer. | Mehr Bilder                             |
| Ringwallanlage Almerskopf (Lage: 50° 31′ 49″ N, 8° 12′ 59″ O)                                                                       | Merenberg-Barig-Selbenhausen                                              | LM    | Ringwallanlage                                       | Mittlere Latènezeit (Lt B2-C1)                        | Gut erhaltene Ringwallanlage mit Annex- und Vorwällen, abgesicherter Quellannex, nachgewiesene Steinpodien, Funde von Werkzeugen, Geräten und einer Schwertkette. | Mehr Bilder                             |
| Ringwall Alteburg (Lage: 50° 11′ 47″ N, 9° 19′ 16″ O)                                                                               | Biebergemünd                                                              | MKK   | Ringwallanlage                                       | Latènezeit                                            | In Resten erhaltene Ringwallanlage, Rekonstruktion, Kulturweg. | Mehr Bilder                             |
| Ringwall Alteburg (Lage: 50° 7′ 5″ N, 8° 24′ 27″ O)                                                                                 | Hofheim am Taunus-Lorsbach                                                | MTK   | Ringwallanlage                                       | Späte Eisenzeit                                       | Ca. 3 ha große erhaltene Doppel-Ringwallanlage mit Höhensiedlung und Abschnittswall im Südwesten; Funde der Urnenfelderkultur über späte Hallstattzeit bis frühe Latènezeit. | Mehr Bilder                             |
| Grüne Platte Altenburg (Lage: 51° 14′ 49″ N, 9° 17′ 23″ O)                                                                          | bei Niedenstein                                                           | HR    | Ringwallanlage                                       | Eisenzeit                                             | Wall- und Grabenreste, Ausgrabungsfunde im Museum Niedenstein, Informationstafeln; im Neolithikum während der Zeit der „Michelsberger Kultur“ und wieder in der jüngeren Eisenzeit besiedelt. Von dieser wohl die Anlage: Abschnittswall mit Vorwällen zu einer wohl unvollendeten Ringwallanlage, Deponierungsfunde. | Mehr Bilder                             |
| Ringwallanlage Altenburg (auch Altenburg bei Römersberg) (Lage: 51° 2′ 36″ N, 9° 12′ 48″ O)                                         | Bad Zwesten-Niederurff / Borken-Arnsbach / Neuental-Römersberg, Altenburg | HR    | Ringwallanlage                                       | Jüngere Eisenzeit                                     | Wall- und Grabenreste (südliche Befestigung der Schwalmpforte), Fund eines Waffendepots. | Mehr Bilder                             |
| Ringwall Altenburgkopf (auch Ringwall Altenburgskopf oder Ringwall am ehemaligen Haus Vogelsberg) (Lage: 50° 29′ 32″ N, 9° 8′ 7″ O) | Schotten                                                                  | VB    | Ringwallanlage                                       | Genaue Zeitstellung unbekannt (vorgeschichtlich)      | Ovale Ringwallreste einer etwa 1 ha großen Anlage (NW-SO-Ausdehnung: 155 m, SW-NO-Ausdehnung: 73 m) um einen Alkalibasaltkopf, der im Norden steil und in Basaltsäulen abfällt. Bergplateau vermutlich künstlich. Heute Geotop und Naturdenkmal „Alteburgskopf“ (360 m) an der früheren „Linken Niddastraße“. Ausgrabungen von 1953 erbrachten keine Funde. |                                         |
| Ringwall Altkönig (Lage: 50° 12′ 44″ N, 8° 28′ 58″ O)                                                                               | Kronberg im Taunus                                                        | HG    | Ringwallanlage                                       | 4. Jh. v. Chr. (Latènezeit)                           | Bodendenkmal. Ca. 26 ha große Ringwallanlage mit zwei Ringwällen, die einen deutlichen Abstand zueinander aufweisen. Zwei Annexe schließen nach Südwesten ein trapezförmiges Gebiet am Berghang ein, dass über 40 % der Fläche der Wallanlage ausmacht. Die Pfostenschlitzmauer wird als Typlokalität beschrieben. Zwei Tore im äußeren Wall mit überlappenden Wallenden und ein einfaches Tor im inneren Wall sind nachgewiesen. Die Funktion des Altkönig zu den benachbarten Anlagen weiter nordöstlich am Taunuskamm entlang, wie das Heidetränk-Oppidum, Bleibeskopf, Roßkopf und Gickelsburg sind nicht geklärt. In seiner Struktur hat der Altkönig ein typisches Muster eisenzeitlicher oder keltischer Wallanlagen mit einem doppelten Wall um eine Berghöhe und ausschweifendem Annex, der Quellbereiche zusätzlich sicherte. | Mehr Bilder                             |
| Oppidum Amöneburg (Lage: 50° 47′ 50″ N, 8° 55′ 19″ O)                                                                               | Amöneburg, Berg Amöneburg                                                 | MR    | Oppidum, Ringwallanlage                              | Späte Latènezeit                                      | Basaltkegel der Amöneburg weist schon Siedlungsspuren aus dem Neolithikum (ca. 5.500 – 2.200 v. Chr.) auf. Funde belegen weitestgehend die Annahme eines befestigten spätkeltischen Oppidums. Es wird zu den am nördlichsten liegenden Oppida gezählt. Heute fast vollständig überbaut mit der Stadt Amöneburg und den Ruinen der Burg Amöneburg, möglicherweise noch den Sporn mit der heutigen mittelalterlichen Ruine der Wenigenburg im Süden einschließend. Funde von einer Goldmünze, Silbermünzen vom Typ Forrer 352 und Forrer 350 und einer Potinmünze. Funde sind im Museum Amöneburg ausgestellt, deren Abteilung zur Eisenzeit 2022 neu konzipiert wurde. Im Mittelpunkt stehen das Oppidum auf der Amöneburg und der umfangreiche Münzschatz aus Mardorf von der sogenannten Hunnenburg – die Regenbogenschüsselchen vom Goldberg. Durch die spätere Überbauung kaum Strukturen nachweisbar. Mögliche zuordenbare Wallreste im Süden in den Reliefdaten noch sichtbar. Damit würde das befestigte Oppidum etwa eine Fläche von mehr als 12 ha eingenommen haben. Ausgrabungen: Südsattel und Südhang: in den 1920er Jahren durch Roland Schröder; Otto Uenze (1940er/1950er Jahre) und Rolf Gensen (um 1970): Hausgrundrisse mit verkohlten Bodendielen an der Hangseite, Pfostenlöcher sowie spätlatènezeitliche Keramik und Kleinfunde (Fibeln usw.). 1982 bis 1985 großflächige Untersuchungen im Rahmen eines DFG-Projektes des Vor- und Frühgeschichtlichen Seminars der Uni Marburg (Otto-Hermann Frey, Hans-Joachim Weißhaar) in Zusammenarbeit mit dem Hessischen Landesamt für Denkmalpflege (Außenstelle Marburg): 20 Häusergrundrisse auf Wohnpodien, Keramik-Scherbennester, Nachweis der Brandzerstörung.                                                         |                                         |
| Wallanlage Baunsberg (Lage: 51° 16′ 8″ N, 9° 24′ 32″ O)                                                                             | Baunatal-Altenritte / Altenbauna                                          | LKS   | Ringwallanlage                                       | Genaue Zeitstellung unbekannt (vorgeschichtlich)      | Einfacher halbrunder Wallrest von knapp 155 m Länge als 2/5 Kreisabschnitt nur noch an westlicher verschliffener Hälfte am mittleren Burgberg Baunsberg sichtbar, durch alten Basaltsteinbruch östlich am Berg fast verloren gegangen, heute NSG-Gebiet. Die größtenteils abgebaute Ringwallanlage kann auf ehemals ca. 2,5 ha geschätzt werden. | Mehr Bilder                             |
| Erdwerk Bergheim (Lage: 51° 10′ 25″ N, 9° 7′ 43″ O)                                                                                 | Edertal-Bergheim                                                          | KB    | Erdwerk                                              | Michelsberger Kultur Stufe II                         | Kleineres (ca. 6 ha Größe und 900 m Umfang) Erdwerk, das in der Größe eher den alt- und mittelneolithischen Vorgängeranlagen entspricht. Erste Ausgrabung von 1973. Von 1981 bis 1983 von Rolf Gensen erneut untersucht. Funde (u. a. Keramik-Schöpfer mit Handstück und doppelter Lochung) im Museum Kassel. Ein späteres urnenfelder- und früheisenzeitliches Gräberfeld konnte im inneren Bereich des Erdwerks nachgewiesen werden, aber auch eine Feuersteinklinge aus der vorangehenden Rössener Kultur. Die Anzahl der Gräben und die Gesamtstruktur des Erdwerkes ist noch unbestimmt. |                                         |
| → Ringwall Bilstein (Lage: 51° 13′ 37″ N, 9° 21′ 16″ O)                                                                             | Edermünde-Besse                                                           | HR    | Ringwall                                             | Genaue Zeitstellung unbekannt (vorgeschichtlich)      | Verschliffene Überreste eines halbkreisförmigen von Nordosten bis Süden offenen erkennbaren vorgeschichtlichen Ringwallteiles (einfacher Wall) von Norden, nicht um den Kamm zum nördlichen Bensberg herumreichend, bis Südwesten an einem Weg um den Bilstein auslaufend. Der Osten bis Süden ist durch Steilabfälle natürlich gesichert. Der noch sichtbare Wallteil ist ca. 250 bis 255 m lang und schließt etwa eine Fläche von 2,6 ha ein. Der Wall ist vor Ort nur noch im Westen und Südwesten für das Auge sichtbar. Hier ist er als flacher, etwa 4 m breiter und noch 1/2 m hoher Steinwall sichtbar. Der Basaltkopf des Bilsteins selbst ist Teil des Langenberge Mittelgebirgsrücken. Auf der Innenfläche reiche Funde der Michelsberger Kultur, sowie Scherbenfunde der Spätlatène, dadurch Zeitstellung der Wallanlage noch unklar. |                                         |
| Ringwall Bleibeskopf (Lage: 50° 14′ 48″ N, 8° 32′ 18″ O)                                                                            | Bad Homburg vor der Höhe                                                  | HG    | Ringwall                                             | 9. Jh. v. Chr., Urnenfelderkultur                     | Burgstall, Wallreste | Mehr Bilder                             |
| Wallanlage Boyneburg (Lage: 51° 6′ 3″ N, 10° 0′ 35″ O)                                                                              | Sontra-Wichmannshausen, Berg Boyneburg                                    | ESW   | Ringwallanlage                                       | Genaue Zeitstellung unbekannt (vorgeschichtlich)      | Reste einer ca. 3,75 ha großen Wallanlage auf dem Plateau des Berges: Annähernd dreieckiges, allseitig steil abgehendes Bergplateau auf etwa 510 m NN. Breiterer Zugang über den angrenzenden Bergrücken von Norden und über schmaleren Felsrücken von Südosten. Der nördliche Hauptzugang war durch die ursprüngliche Abschnittsbefestigung der Wallanlage (und die im Mittelalter ausgebaute Burg Boyneburg, die diesen Teil völlig überformte) gesichert; eine weitere kleinere, vermutlich früh- oder hochmittelalterliche Abschnittsbefestigung lag am südöstlichen Zugang (heute nur noch Abschnittsgraben und schwache Geländespuren). Reste einer niedrigen spätmittelalterlichen Randüberwallung entlang der Plateaukanten erhalten, doppelter Halsgraben zwischen Wallanlage und Boyneburg (vertieft um 1400 zur Sicherung der Boyneburg nach Aufgabe der Wallburg). Kleinere Ausgrabungen belegen Besiedlung und Befestigung des Plateaus ab der Jungsteinzeit über Bronzezeit bis in die Hallstattzeit und keltische Latènezeit. Nachnutzung im Frühmittelalter unklar, erst wieder vom 11.–14. Jahrhundert. Erhalten: schwacher Wall an den Plateaurändern, doppelter Abschnitts- bzw. Halsgraben sowie Wall zur Boyneburg, Geländespuren der südöstlichen Befestigung (Ringgraben, in diesem zwei weitere kleine Rundgräben [Türme?]), wenige Meter weiter südöstlich Halsgraben gegen den Felsrücken-Zugang im Südosten, schwacher Hügel eines wohl mittelalterlichen Wehrbaus an der Südwestseite der Anlage. Nur die südöstliche Seite Teil des NSG und FFH-Gebietes Boyneburg und Schickeberg bei Breitau. |                                         |
| Erdwerk Bracht (Lage: 50° 54′ 36″ N, 8° 51′ 49″ O)                                                                                  | Rauschenberg-Bracht-Siedlung Bracht, Kleiner Hirschberg                   | MR    | Erdwerk                                              | Jüngere Linearbandkeramische Kultur                   | Erdwerk am östlichen Ausläufer des Kleinen Hirschbergs am Rande eines Moores noch im anstehenden Löss. 2 Hektar großer Ringgraben mit 5 bis 6 m Breite und über 2 m Tiefe. Nach Osten Torbereich (mind. einmal erneuert) in eine damals moorige Landschaft, tw. mit jüngerer linearbandkeramischer Siedlung überdeckt (ein Haus vom Graben geschnitten), oberirdisch auch in Reliefdaten nicht mehr sichtbar. |                                         |
| → Brandwall Hohestein (Lage: 51° 14′ 48″ N, 10° 2′ 25″ O)                                                                           | Meinhard-Hitzelrode, Hohestein                                            | ESW   | Wallanlage                                           | Eisenzeit                                             | Wall- und Grabenreste eines Nord-Süd verlaufenden ca. 650 m langen, bis zu zehn Meter breiten und bis zu drei Meter hohen Abschnittswalls mit vorgelagertem Doppelgraben, der den Nord-Süd-Grat des Hohesteins, mit 569 m ü. NHN der höchste Berg der Gobert, östlich abriegelt und so eine klumpfußähnliche Anlage von etwa 12 ha Größe begrenzt; im Norden, Westen und Süden steile natürliche Abbruchkanten, Teil einer Gemarkungsgrenze. Der Name Brandwall stammt von einer Schicht gebrannten Lehmes, die an der Walloberseite zutage tritt. Vermutlich wurde die Befestigung durch Feuer zerstört. Über die Späthallstatt- bis Frühlatènezeit besiedelt (Keramikfunde sowie Tier- und Menschenknochen aus archäologischen Untersuchungen). | Mehr Bilder                             |
| Ringwall Brüler Berg (Lage: 50° 24′ 14″ N, 8° 36′ 1″ O)                                                                             | Butzbach-Hoch-Weisel                                                      | FB    | Ringwallanlage                                       | Ende Hallstatt-/Beginn Latènezeit                     | Etwa 580 m langer und 2,34 ha großer, leichtovaler Ringwall mit zusätzlichen halbumlaufendem, ca. 580 m langem, Abschnittswall von Nordwest nach Osten; ein weiterer nur ca. 100 m langer deutlich ausgeprägter Wall-/Grabenabschnitt im Nordosten zwischen Ringwall und Abschnittswall. Die Toranlage des Ringwalls befand sich wohl im Osten des Walles (versetzte Enden). |                                         |
| Erdwerk Bürgel (Lage: 51° 10′ 5″ N, 9° 21′ 56″ O)                                                                                   | Gudensberg, Bürgel                                                        | HR    | Erdwerk                                              | Jüngere Wartberg-Kultur                               | Lang gestrecktes Palisadenoval, im Inneren eine grabenartige Struktur nachgewiesen. Die noch nicht komplett erfasste bzw. genau prospektierte Anlage, die auf Grund des begrenzten Grabungsausschnittes noch nicht wissenschaftlich exakt deutbar ist, riegelte abschnittsartig den kleinen Geländesporn Bürgel ab. Eine weitere abgegangene Anlage befand sich auf dem jetzt durch Steinbrüche zerstörten Günt(h)ersberg, knapp 3 km nordnordwestlich. |                                         |
| Ringwall Burgberg (Bieber) (Lage: 50° 9′ 5″ N, 9° 21′ 16″ O)                                                                        | Biebergemünd-Bieber, Burgberg                                             | MKK   | Ringwallanlage                                       | Genaue Zeitstellung unbekannt (vorgeschichtlich)      | Langovale Nordwest-Südost ausgerichtete Ringwallanlage auf der westlichen Kuppe des Burgberges südöstlich von Bieber, nach Süden und Westen noch schwach sichtbar, die beschriebene sogenannte Abschnittsbefestigung nach Osten ist ein stark verstärkter und erhaltener Teil des Ringwalles. | Mehr Bilder                             |
| Wallanlage Burgberg (Christerode) (Wallburg Christerode) (Lage: 50° 52′ 6″ N, 9° 23′ 4″ O)                                          | Neukirchen-Christerode, Burgberg                                          | HR    | Wallanlage                                           | Eisenzeit                                             | Gerader, Nord-Süd verlaufender Wallrest einer Wallanlage: Auf der weniger steil abfallenden Westseite der runden Basaltkuppe des Christeroder Burgberges (450 m) verläuft ein Befestigungswall, der dadurch eine halbmondförmige ca. 1 ha große Befestigungsanlage (Nord-Süd-Ausdehnung: 130 m, West-Ost-Ausdehnung: 83 m) schafft, der von einer ehemals freistehenden Wehrmauer ohne vorliegendem Graben stammt. Die Anlage wird in die Eisenzeit eingeordnet. Burgberg heute Teil des NSG Buchenbachtal. |                                         |
| Ringwall Burgberg (Niederelsungen) (Lage: 51° 22′ 44″ N, 9° 10′ 35″ O)                                                              | Wolfhagen-Niederelsungen, Burgberg                                        | LKS   | Ringwallanlage                                       | Vermutlich Eisenzeit                                  | Verflachtes Zweifach- teils Dreifachwallsystem um den Niederelsunger Burgberg (Ostwaldecker Randsenken); nur im Süden noch sichtbar, 2 Wälle sind in der Reliefdarstellung noch bis nach Nordwesten verfolgbar, vermutlich umlaufend; Funde von Feuersteinklingen und Keramik deuten eine Höhensiedlung der Michelsberger Kultur an; ursprünglich war die Anlage in die Eisenzeit datiert. |                                         |
| Erdwerk Calden (Lage: 51° 24′ 4″ N, 9° 22′ 55″ O)                                                                                   | Calden                                                                    | LKS   | Erdwerk                                              | Jungsteinzeit, Michelsberger Kultur Stufe V           | Das 1976 durch Luftaufnahmen entdeckte Erdwerk ist eine ovale (Durchmesser: d1: 470 m, d2: 390 m), etwa 14 ha umfassende doppelte Grabenanlage mit Doppelreihen-Palisade (möglicherweise auch Pfostenschlitzmauer mit gestützter innerer Wallaufschüttung) und 7 torhausähnlichen Einbauten in symmetrischen Proportionen, drei Hauptnutzungsphasen nachgewiesen: 3700–3600 v. Chr. mit Bezügen zur Michelsberger Kultur und zur Baalberger Kultur Mitteldeutschlands (Fundmaterial), zwischen 3200 und 3000 v. Chr. mit Funden der älteren Wartberg-Kultur und zwischen 2900 und 2600 v. Chr. (jüngere Einzelgrabkultur), eventuell bis zum Ende 2. Jahrtausends. Keine eindeutigen Siedlungsspuren, Keramik und Grabfunde kennzeichnen die Nutzungsperioden, eine kulturelle oder religiöse Nutzung wird angenommen. Das Erdwerk lag an Siedlungsgrenzen und Fernhandelslinien jener Zeit. Ausgrabungen 1988–1992, Teil des Caldener Eco-Pfades Archäologie, 4 Stelen markieren die Lage, 200 m südlich befindet sich das rekonstruierte Galeriegrab Calden II. |                                         |
| → Ringwallanlage Christenberg (Lage: 50° 57′ 17″ N, 8° 45′ 0″ O)                                                                    | Wetter-Mellnau                                                            | MR    | Ringwallanlage                                       | Latènezeit                                            | Wall- und Grabenreste einer ca. 4 ha großen Anlage, inklusive Abschnittswall mit Graben nach Osten, größere Bebauungsfunde (Oppidum?) und archäologische Funde deuten auf Handelsbeziehungen bis nach Böhmen und zum Balkan hin. Wallaufbau als Holzkastenwerk mit Steinverblendung, Gruben, Pfostenbauten von Gebäuden und eines Torbaus sind bekannt. Die Anlage gilt als Nachfolger der Lützelburg, um 200 v. Chr. aufgegeben, später bis ins Mittelalter weitergenutzt und bebaut. | Mehr Bilder                             |
| Ringwallanlage Daubhaus (Lage: 50° 47′ 43″ N, 8° 31′ 52″ O)                                                                         | Gladenbach-Rachelshausen                                                  | MR    | Ringwallanlage                                       | Ca. 6. Jh. v. Chr.                                    | Sichtbares Bodendenkmal, verschliffene Wälle. | Mehr Bilder                             |
| Erdwerk Dauernheim-Altenburg „Auf der Altenburg“ (Lage: 50° 22′ 10″ N, 8° 57′ 56″ O)                                                | Ranstadt-Dauernheim, Berg Altenburg                                       | FB    | Erdwerk                                              | Michelsberger Kultur Stufe V                          | Kleineres Erdwerk mit weiteren Siedlungsspuren auf der südlichen Spornseite des Altenburg, nordöstlich Dauernheims, ca. 80 Meter über der östlich umlaufenden Nidda und dem westlich zulaufenden Hollergraben. Tw. Geländespuren, auf drei Seiten über Steilhänge mit 10 % Gefälle gesichert. Nach Norden Zugangsseite; Gruben, Grabenwerk, Palisaden, Pfosten und mögliches Gefäßdepot nachgewiesen. Funde: Keramik, Silexabschläge, Felssteingeräte, Tierknochen, Hüttenlehm (besonders: Reste Knickwandschüssel, Tulpen- und flaschenförmiger Becher, Vorratsgefäße und Schöpfer, Mahl- und Schleifsteine). Fundbereich über gesamte Kulturzeit der Michelsberger Kultur, bevorzugt jedoch die jüngere MK, in die auch das Erdwerk zeitlich eingeordnet ist. Grabungen 1991 und 1995. Mehrere Brandgruben nachgewiesen, tw. durch die Gräben geschnitten. 3 Gräben: 5, und je rund 2,5 Meter Breite, Durchlass mit Torzangen nachgewiesen. |                                         |
| Oppidum Dornburg (Lage: 50° 31′ 23″ N, 8° 1′ 21″ O)                                                                                 | Dornburg, zw. Frickhofen und Wilsenroth                                   | LM    | Oppidum, Ringwallanlage                              | Etwa 6. Jh. v. Chr.                                   | Graben- und Wallreste mit zusätzlichen vorgelagerten Abschnittswällen (sogenannte Rödchesmauer), Oppidumreste, Funde, Basaltabbau im Osten hat Teile zerstört, möglicherweise Nutzung bis zur Merowingerzeit. Größe: etwa 30 ha. | Mehr Bilder                             |
| Ringwallanlage Dünsberg (Lage: 50° 39′ 2″ N, 8° 34′ 50″ O)                                                                          | Biebertal-Fellingshausen                                                  | GI    | Oppidum, Ringwallanlage                              | 8. Jh. v. Chr.                                        | Sichtbares Bodendenkmal, etwa 90 Hektar großes eisenzeitliches Oppidum mit mehreren Ringwällen und sichernden Abschnittswällen, 14 nachgewiesene Tordurchgänge, nachgebaute Toranlage, Freilichtmuseum. Teilweise jüngere zeitliche Einordnung (Lt B2-C1), Podien und Deponierungen nachgewiesen. | Mehr Bilder                             |
| Ringwallanlage Eibenhardt (Lage: 50° 51′ 59″ N, 8° 47′ 48″ O)                                                                       | Cölbe-Reddehausen, Berg Eibenhardt                                        | MR    | Ringwallanlage                                       | 6.-4. Jh. v. Chr.                                     | Sichtbares aber verschliffenes Bodendenkmal einer leicht ovalen, ca. ehemals 10 ha großen Ringwallanlage mit Graben (nördliche Hälfte und Teile im Osten sichtbar; südwestlich mit großen Steinblöcken gesetzt), Informationstafel, höchste Stelle des Berges wird „Riesenhöfchen“ (301,5 m) genannt; inkl. zugehöriger Quelle Keltenquelle südlich davon. | Mehr Bilder                             |
| → Ringwallanlagen Eisenberg (Lage: 51° 1′ 19″ N, 8° 37′ 30″ O)                                                                      | Battenberg (Eder)                                                         | KB    | Ringwallanlage                                       | Späte Latènezeit                                      | Langovale Ringwallanlagen mit inzwischen stark verschliffenen Wällen; zum einen um die zwei nördlichen Bergkuppen des Eisenberges und erweitert um den dritten, südwestlichen, tieferliegenden Grat mit nur noch schwachen Wällen um alle drei Kuppen. Ostseitig war möglicherweise ein zweiter Abschnittswall vorgelagert. Unter Umständen wurde die große Anlage (ca. 8 ha) später verkleinert auf nur noch die zwei eng beieinanderliegenden nördlichen Bergkuppen (2,8 ha). Einige Lesefunde (Keramik, Fibeln, Gürtelhaken, Werkzeug und Gerät, Waffen, Pferdegeschirr, Münzen). |                                         |
| Ringwallanlage Eisenköpfe (Lage: 50° 50′ 10″ N, 8° 30′ 18″ O)                                                                       | Dautphetal-Hommertshausen                                                 | MR    | Ringwallanlage                                       | Späte Latènezeit                                      | Ringwallanlage mit mehreren (mindestens drei) Graben- Wallsystemen, im Südwesten spornartiger Abschnittswall, Besonderheit: Palisaden an natürlichen Hangkanten. |                                         |
| Erdwerk Galgenberg (Erdwerk Griedel-Galgenberg, auch Erdwerk Galgenberg-Ost) (Lage: 50° 26′ 46″ N, 8° 42′ 57″ O)                    | Butzbach-Griedel, Ostteil des Galgenberges                                | FB    | Erdwerk                                              | Michelsberger Kultur Stufe IV                         | Kleineres Erdwerk am Ostrand des Galgenberges im Bereich einer Terrasse auf tiefer gelegenem Teil des Basaltplateaus zu den östlich liegenden Sandgruben. Der Galgenberg liegt etwa 50 Meter erhöht in einer Wetterschleife die nördlich und westlich den Basaltberg umfließt. Aufgrund von Lesefunden konnte ab 1991 ein Erdwerk (Erdwerk Galgenberg-Ost) der Michelsberger Kultur dokumentiert werden. Durch die Nähe zu den Sandgruben ist die Fundstelle heute vermutlich zerstört, ein Graben konnte nachgewiesen werden. Dabei wurde eine vielfältige Keramik und Gebrauchsgegenstände nachgewiesen, u. a. Tulpenbecher, eine Ösenleistenflasche, geschweifte Becher vom „Munzinger Typ“, Knickwandschüsseln, Töpfe mit geschweifter Wandung und kurzem Hals, Schälchen, Schöpfer und stichverzierte Keramik. Weitere vielfältige Funde der Frühzeit finden sich westlich des Galgenberges bis Butzbach. |                                         |
| Ringwall Gickelsburg (Lage: 50° 16′ 7″ N, 8° 35′ 21″ O)                                                                             | Friedrichsdorf-Köppern                                                    | HG    | Ringwallanlage                                       | 7. Jh. v. Chr. (Hallstattzeit)                        | Graben- und Wallreste einer 1,6 ha großen keltischen Ringwallanlage, dem zur Angriffsseite ein halbkreisförmiger Abschnittswall vorgelagert war, so dass die Wallanlage hier einem Doppelwall ähnelt. | Mehr Bilder                             |
| → Ringwall Glauberg (Lage: 50° 18′ 31″ N, 9° 0′ 31″ O)                                                                              | Glauburg-Glauberg                                                         | FB    | Ringwallanlage, Höhensiedlung, Grab- und Kultzentrum | Frühkeltisch                                          | Ringmauer um das besiedelte Plateau, zusätzlich nie fertiggestellte Graben- und Wallreste, die den kompletten Glauberg eingeschlossen hätten, nördlich großer dreieckiger Annexwall um ein Wasserreservoir, frühkeltische Höhensiedlung, bedeutendes Kulturzentrum der Kelten; zahlreiche Funde zu sehen in der Keltenwelt am Glauberg: archäologisches Museum und Forschungszentrum; südlich unterhalb: Grabhügel mit Prozessionsstraße. | Mehr Bilder                             |
| Ringwall Graburg (Wallanlage Scherßburgk, später Schäferburg) (Lage: 51° 6′ 50″ N, 10° 7′ 12″ O)                                    | Ringgau-Netra                                                             | ESW   | Ringwall                                             | Eisenzeit                                             | Verschliffene Reste eines ca. 1,6 ha großen herzförmigen Ringwalls östlich auf dem Graburg-Massiv, heute NSG, ca. 200 Meter östlich davon werden die Reste der hochmittelalterlichen Schäferburg auf dem auslaufenden Sporn des Graburg-Plateaus vermutet. |                                         |
| Wallburg Großenritte (Wallburg Burgberg) (Lage: 51° 14′ 56″ N, 9° 21′ 36″ O)                                                        | Baunatal-Großenritte-Burgberg                                             | LKS   | Ringwall, Höhensiedlung                              | 8. Jh. v. Chr.                                        | Westliche, ca. 95 Meter lange, bogenförmige Wallreste um ein ovales Höhenplateau, das an allen drei anderen Seiten steilere natürliche Felswände aufweist; Besiedlungsfunde der jungsteinzeitlichen Michelsberger Kultur, Funde der Hallstattzeit – in diese wird die etwa 1,8 ha große Wallanlage zeitlich verortet. Ein zusätzlicher nach innen gerichteter 25 Meter langer bogenförmiger Abschnittswall am südlichen Wallende könnte auch natürlichen Ursprungs sein. | Mehr Bilder                             |
| → Wallanlage Habelberg (Lage: 50° 38′ 26″ N, 9° 59′ 17″ O)                                                                          | Tann-Habel, Habelberg                                                     | FD    | Abschnittswall                                       | Spätlatènezeit                                        | Reste eines von Südwesten nach Norden leicht gekrümmt verlaufenden Walles zwischen der Basaltfelswand des Habelsteins und einer Felsengruppe im Norden des eigentlichem Habelbergs (718 m), der den Habelberg an seiner flachesten Seite nach Nordwesten schützte, keine umlaufenden Reste mehr erkennbar. Länge: knapp 400 m (Reliefdaten)/300 m (Literatur). Sollte er den Habelberg als Ringwall abgeriegelt haben (im Norden, Osten und tw. im Süden sind längere Felsformationen wie ein natürlicher Schutzwall) wären über 25 ha eingeschlossen gewesen. 1906 wurden von W. Lange prähistorische Scherben gefunden. Nach 1945 wurde auf dem Habelberg ein spätlatenezeitliches Schwert („Schwert vom Habelberg“) mit verzierter Scheide gefunden und kam ins Vonderau-Museum Fulda, weitere Funde nicht bekannt. |                                         |
| Ringwall Haimberg (Lage: 50° 32′ 48″ N, 9° 36′ 14″ O)                                                                               | Fulda-Haimbach, Haimberg                                                  | FD    | Ringwall                                             | Jüngere Urnenfelderkultur                             | Komplett durch Basaltsteinbruch abgegangener Ringwall um den östlichen Kopf des 416 m hohen Haimbergs nördlich von Mittelrode. Der nahezu kreisrunde, ovale Ringwall war als eine holzversteifte Stein-Erde-Mauer angelegt, die sekundär als Schlackenwall erhalten war und deren Reste inzwischen abgebaut sind. Die ehemals etwa 1,3 ha große Anlage war 1900 und 1928 von Vonderau in kleineren Grabungen untersucht worden. Siedlungsspuren der jüngsten Urnenfelderzeit Ha B3, inklusive Steinfundament eines Hauses. Bei den Steinbrucharbeiten kamen Einzelfunde zu Tage: Bronzeplattenfibeln, die nach der Anlage Typ Haimberg genannt wurden, Ringschmuck (Steggruppenringe, tordierter Halsring, Doppelradnadel, Plattenkopfnadel), eine Tüllenlanzenspitze und eine Gussform vom Typ Homburg für bronzene Lappenbeile, die aber kein Depotfund waren, wie in der Literatur immer wieder aufgeführt wurde. |                                         |
| Ringwall Hainkeller (Lage: 50° 9′ 47″ N, 9° 14′ 36″ O)                                                                              | Linsengericht-Großenhausen, Berg Raue Heil (nordwestlich von Lützel)      | MKK   | Ringwall                                             | 4./3. Jh. v. Chr.                                     | Doppeltes Ringwallsystem: ca. 790 m langer, ovaler, West-Ost ausgerichteter Außenwall mit einer Fläche von knapp 4,5 ha, in dem sich mit einer Fläche von 2,4 ha ein 600 m langer, gleichfalls ovaler Ringwall auf etwa 390 m NN auf dem Hainkeller, einem nordöstlichen Sporn der Raue Heil befindet. Ein einfacher Tordurchlass im Norden mit Tangentialtor im äußeren Wall; schlechter Erhaltungszustand. Keine Quellen in der Anlage nachweisbar, die Riesenklotzeborn-Quelle im Osten ca. 200 m entfernt, die Hainborn-Quelle im Nordwesten etwa 600 m vom Wall entfernt. Kein vorgelagerter Graben feststellbar. Funde fehlen. Walldurchbrüche im Südosten, Westen und Nordwesten wohl neuzeitlich. |                                         |
| → Ringwall und Wallanlage Hangelstein (Ringwall: 50° 37′ 50″ N, 8° 43′ 40″ O) (Wallanlage: 50° 37′ 48″ N, 8° 43′ 21″ O)             | Gießen-Wieseck                                                            | GI    | Ringwall, polygonale Wallanlage                      | Latènezeit                                            | Kleiner, nahezu kreisrunder verschliffener Ringwall auf dem flachen breiten Plateau des basaltigen Hangelsteins im Vorderen Vogelsberg, aufgrund jungsteinzeitlicher (Michelsberger Kultur) und bronzezeitlicher (Urnenfelderkultur) Funde möglicherweise um einiges älter. Heute in einem NSG liegend. Eine weitere, unregelmäßig polygonale wallartige Befestigungsstruktur, ca. 10-mal größer, befindet sich an der westlichen Hangkante des Hangelsteins und ist markant durch einen 50 m langen Steinversturz-Querband an seiner östlichen Seite, dem 40 m vorher ein Halsgraben vorgesetzt ist. Sie liegt etwa zwischen Steinbruch, Teufelskanzel und Hangkante zum Ringwallplateau. Teilweise wird diese Wallburg dem Frühmittelalter zugeordnet. | Mehr Bilder                             |
| Ringwall Hausberg (Lage: 50° 24′ 41″ N, 8° 36′ 53″ O)                                                                               | Butzbach- Hoch-Weisel, Hausberg                                           | FB    | Ringwallanlage                                       | Ende Hallstatt-/Beginn Latènezeit                     | Doppelter Ringwall (ca. 1,4 ha) mit zwei Abschnittswällen im nordwestlichen Zugang (gesamte Anlage damit ca. 11 ha groß), Hausbergturm. | Mehr Bilder                             |
| → Ringwall Heidelburg (Ringwall Wüstegarten) (Lage: 51° 0′ 53″ N, 9° 4′ 57″ O)                                                      | Jesberg / Haina (Kloster)-Dodenhausen, Bergkamm Wüstegarten               | HR/KB | Ringwallanlage                                       | Ende der Eisenzeit                                    | Wall- und Grabenreste eines ca. 200 × 140 m messenden Ringwalls, der aber aus 4 Meter breiter gesetzter Außen- und Innenmauer bestand, hölzerne Auf- oder Einbauten sind bisher nicht nachgewiesen, Funde aus der Eisen- oder keltischer Zeit sind bisher nicht bekannt; er wird aber auch als frühmittelalterlicher Steinwall im Zusammenhang der Auseinandersetzungen der Konradiner gegen die liudolfingischen Sachsenherzöge gesehen, und deshalb andererseits auch ins 9. Jahrhundert n. Chr. datiert. | Mehr Bilder                             |
| → Ringwall Heidenhäuschen (Lage: 50° 29′ 0″ N, 8° 4′ 53″ O)                                                                         | Hadamar- Oberzeuzheim, Berg Heidenhäuschen                                | LM    | Ringwall                                             | Hallstattzeit                                         | Fast rechteckiger, leicht trapezförmiger verstürzter Ringwall, größte Ausdehnung ca. 60 × 100 m, ein westlicher (Nord-Süd ausgerichteter) Basaltblockrücken muss in den Ringwall integriert gewesen sein; heute 144 ha großes Naturschutzgebiet, südwestlich am Hang Keltenborn-Quellfassung, Torzugänge vermutlich im Norden und Süden der Anlage |                                         |
| Ringwall Heidenküppel (Ringwallanlage Unterbimbach) (Lage: 50° 34′ 20″ N, 9° 35′ 3″ O)                                              | Großenlüder-Unterbimbach, Vorderer Heidenküppel (Vorderer Hädenberg)      | FD    | Ringwallanlage                                       | Latènezeit                                            | Der nur etwa 1 ha große Ringwall aus Buntsandstein in V-Form (Nord-Süd-Ausdehnung: 73 m, Ost-West-Ausdehnung: max. 35 m) hat zwei nachgewiesene Terrassen und fünf Gruben. Funde: Bronze-Schnallen und Fibeln (datiert ins 5. Jahrhundert v. Chr.), des Weiteren Eisenstücke und Keramik- bzw. Tongefäßreste mit Schnürverzierungen, wie sie im Oppidum Milseburg gefunden wurden (1. Jahrhundert v. Chr.). Mehrzahl der Funde in größeren Kulturschichten im Osten am Wall. Mehrere Grabhügel aus der nächsten Umgebung sind bekannt. Teilfunde in der Vorgeschichtlichen Sammlung im Heimatmuseum Großenlüder. |                                         |
| Heidetränk-Oppidum (Lage: 50° 13′ 33″ N, 8° 31′ 37″ O)                                                                              | Oberursel im Taunus                                                       | HG    | Oppidum, Wallanlage                                  | 3. Jh. v. Chr.                                        | Große, fast stadtartige keltische Siedlung links und rechts des Urselbaches auf zwei Bergrücken im Taunus: Fläche von circa 380 ha, gegliedert in eine Akropolis (Zentrum der Goldgrube), eine Oberstadt im Bereich der Podien am Hang und eine Unterstadt (Urseltal bis Heidengraben). Wallreste, archäologische Funde, Münzschatz. | Mehr Bilder                             |
| → Wallanlage Heiligenberg (Lage: 51° 7′ 56″ N, 9° 27′ 34″ O)                                                                        | Felsberg (Hessen)-Gensungen                                               | HR    | Ringwallanlage                                       | Frühlatènezeit                                        | Wallreste, die vermutlich den gesamten Heiligenberg umfassten. Wallstrukturen, Bügeljochfibeln und Keramiken konnten bei Ausgrabungen des Vor- und Frühgeschichtlichen Seminars Marburg ergraben werden. Reliefdaten zeigen, dass ein vorgeschichtlicher Ringwall nach Südosten in geringen Teilen noch sichtbar ist, während der Hauptteil um die Bergspitze nach Nordwesten durch mittelalterliche Überbauung mit der Burg Heiligenburg vollständig abgegangen ist. Der gesamte Berg heute ein LSG. |                                         |
| Ringwall Helfenstein (Lage: 51° 21′ 41″ N, 9° 20′ 55″ O)                                                                            | Zierenberg, Helfensteine                                                  | LKS   | Ringwallanlage                                       | Späthallstatt-/Frühlatènezeit                         | Stark verschliffener, kleiner halbkreisförmiger Ringwallrest mit innenliegendem Graben (100 m Länge aus Reliefdaten erschließbar, max. 1 m Höhe und als Böschung max 7 m breit) von Norden über Westen nach Süden nur 0,27 ha Fläche einschließend, eng den südlichen Helfenstein (eine 509,8 m ü. NHN aufragende, nahezu baumlose Basaltkuppe) einschließend und beidseitig in Steinhalden auslaufend. Die Helfensteine sind eine nördliche Bergkuppe des knapp 1 km südlich liegenden 578,7 m ü. NHN Hohen Dörnberg, auf dem sich der Ringwall Hoher Dörnberg befindet. Scherbenfunde (Fuß eines kelchartigen Gefäßes, ein Spinnwirtel und ritzverzierte Scherben) in den Klüften der Helfensteine Felsformationen wurden früher der Spätlatène zugeordnet, die zeitlich an das keltische Fundmaterial des Hohen Dörnbergs anschließt, heute eher dem Übergang der Hallstatt- zur Frühlatènezeit. Möglicherweise nur ein Kultplatz und zum Ringwall Dörnberg zugehörig. Mittelalterliche Scherbenfunde aus dem 12./13. Jahrhundert vom Helfenstein und der benachbarte Flurname „Immelburg“ lassen auf dem Felsen aber auch eine kleine hochmittelalterliche Burg vermuten. Demnach könnten Graben und Außenwall auch aus dieser Zeit stammen. Ist aber nicht zu verwechseln mit der nahen abgegangenen Burg Helfenberg | Mehr Bilder                             |
| Ringwallanlage Herrnwäldchen (Ringwallanlage Selters-Haintchen) (Lage: 50° 21′ 33″ N, 8° 17′ 18″ O)                                 | Selters-Haintchen, Burghölle, Herrnwäldchen                               | LM    | Ringwallanlage                                       | Latènezeit LT D1                                      | Erst vor wenigen Jahren gefundene nahezu quadratische Ringwallanlage, etwa 10 bis 13,0 ha groß und 1380 m Wallumfang, auf der markanten Kuppe des Herrnwäldchens (in der Literatur tw. fälschlich als Herrenwäldchen bezeichnet und der Anhöhe des Herrnwaldes vorgelagert) westlich von Haintchen an der Gemarkungsgrenze zu Eisenbach über dem südlich vorbeifließenden Eisenbach und nördlich durch die Hessenstraße (L3449) begrenzt. Die Wallbereiche vor allem im Norden und Nordosten noch gut zu erkennen. Vermutlich im Osten mit Vorwall. Ein mittlerer Wall von Osten nach Südwesten teilt die Anlage, der südliche Teil mit 4,3 ha deutlich kleiner. 2019 durch den schon 90 Jahre alten Fund eines latenezeitlichen Unterstempels zur Münzprägung bekannt geworden. Damit wurde die konvexe Vorderseite von „Regenbogenschüsselchen“ geprägt, deutlich ist der Dreibein (triquetrum) des Staters erhalten; diese Münzform wurde meist auf dem Dünsberg (Gold-Silber Legierungen) hergestellt und verwendet. Die erzreiche Landschaft war in der Spätlatènezeit ein Zentrum der Erzgewinnung und -verarbeitung. Zahlreiche Verhüttungs- und Schmiedestätten in und um die Wallanlage sind nachgewiesen. Parallelen zur nur 8,5 km östlich liegenden Anlage bei Rohnstadt. Der Bergbau wurde bis in die Neuzeit fortgesetzt. Fund einer keltischen Glasperle: Gitternetzperle aus dunkelpupurfarbigem Glas mit weißen, kreuzförmig gelegten Fäden, Keramikfunde stark verrollt, darunter aber noch typische Vertreter der Drehscheibenware und großer dolienartigen Vorratsgefäße sowie mit Kanneluren und Besenstrichen verzierte Grobkeramiken. Gelände ist stark mit Munitionsresten aus der Sprengung eines Munitionsdepots gegen Ende des Zweiten Weltkrieges kontaminiert. | Mehr Bilder                             |
| Ringwallanlage Heuneburg (Quirnburg) (Lage: 49° 45′ 54″ N, 8° 47′ 34″ O)                                                            | Fischbachtal-Lichtenberg                                                  | DA    | Ringwallanlage                                       | Keltisch                                              | Wall- und Grabenreste eines ovalen Ringwalles (Fläche: 1,65 ha; 180 × 120 m), halbkreisförmig nach Osten ein 400 m langer Abschnittswall (Gesamtfläche damit: ca. 2,2 ha) zur Sicherung und ein kaum noch sichtbarer doppelter Sicherungswall über den südwestlichen Bergrücken vorgebaut. In den Reliefdaten ist nach Südosten ein zweiter ca. 240 m langer Abschnittswall sichtbar, der mittig unterbrochen ist und archäologisch bisher noch nicht erfasst ist. Die ehemalige Zangentoranlage im Osten; Informationstafeln und Rundwege vorhanden. Geopunkt im Geo-Naturpark Bergstraße-Odenwald und Station auf dem Geographisch-historischen Lehrpfad F2. Aktuellere Forschungen datieren die Wallanlage inzwischen eher auf das 4. Jahrhundert als Sitz alamannischer Kleinkönige | Mehr Bilder                             |
| Ringwallburg Heunstein (Lage: 50° 45′ 48″ N, 8° 18′ 1″ O)                                                                           | Dillenburg-Nanzenbach, Heunstein                                          | LDK   | Ringwallanlage                                       | Spätlatènezeit                                        | Wall- und Grabenreste einer ca. 12 ha großen Anlage mit Vor- und Annexwällen. | Mehr Bilder                             |
| Ringwall Hinterberg (Ringwall Lohner Holz, Burg Lohner Kopf) (Lage: 51° 11′ 37″ N, 9° 14′ 22″ O)                                    | Fritzlar- Lohne, Hinterberg                                               | HR    | Ringwallanlage                                       | Genaue Zeitstellung unbekannt (vorgeschichtlich)      | Verschliffene Wallreste einer abgerundeten, fünfeckigen Wallanlage auf dem 420 m hohen Hinterberg (Lohner Holz) in den Ostwaldecker Randsenken. Wall aus Basaltsteinen und noch etwa 0,6 m hoch und bis zu einer Breite von 4,0 m erhalten; nach Nordosten keine Reste mehr sichtbar, Zugang wohl von Osten, mglw. Tordurchlass im Nordwesten, vorgeschichtliche Scherbenfunde ohne nähere Zeitbestimmung, vermutlich aus der Eisenzeit. Zwei ringwallähnliche Abschnittswälle befinden sich nordwestlich davon auf der anderen Seite der Elbe nördlich von Heimarshausen jeweils auf südöstlicher Seite des Ziegenrücks (Riesenstein), ein Doppelwall (2 km Luftlinie entfernt), und auf dem Heiligenberg (2,6 km). |                                         |
| Wallanlage Hinterster Kopf (Lage: 50° 30′ 52″ N, 8° 13′ 40″ O)                                                                      | Löhnberg, Hinterster Kopf                                                 | LM    | Wallanlage                                           | Hallstattzeit                                         | Wallanlagenreste westlich Löhnbergs um die Erhebung Hinterster Kopf und östlich der Wallanlage Roter Kopf, mittlerer Teil der eisenzeitlichen bis keltischen Siedlungsgebiets zwischen dem heutigen Merenberg und Löhnberg, die ca. 4 ha großen Wallanlagen völlig verschliffen, nach Süden und Osten noch Abschnittswälle und Siedlungspodien sichtbar, eine Planaufnahme erfolgte 1936 durch K. Heymann. | [ 76 ]                                  |
| Wallanlage Hirzstein (Abschnittswälle Hirzstein) (Lage: 51° 17′ 17″ N, 9° 22′ 26″ O)                                                | Kassel-Brasselsberg, Hirzstein                                            | KS    | Wallanlage                                           | Eisenzeit                                             | Bekannt sind die (mindestens zwei) Abschnittswälle am nördlichen Ende des Hirzsteins, das Berggebiet ist heute ein NSG. Ein Wall im Osten und ein vermutlicher Schlussbogen im Südwesten ergeben sich aus den Reliefdaten; mit diesen umschließenden Wällen war eine Fläche von etwa 1,6 ha umgeben. Felsterrassen im Westen und Südosten waren möglicherweise Teil der Anlage. Scherbenfunde werden in die Hallstatt- und Latènezeit datiert. |                                         |
| Wallanlage Höckelsburg (Wallanlage Heckelsburg) (Lage: 51° 11′ 42″ N, 8° 53′ 6″ O)                                                  | Vöhl-Thalitter                                                            | KB    | Wallanlage                                           | Frühlatènezeit                                        | Mehrteilige Anlage auf dreiseitig steilem Bergrücken 1,5 km nordnordwestlich von Herzhausen, mindestens 4 Wallabschnitte gegen Norden noch sichtbar. Wall aus Grauwacke verschlackt – Schlackenwall. In der Literatur tw. mit der nahen Hünselburg verwechselt. |                                         |
| Ringwallanlage Höhburg (Lage: 50° 30′ 35″ N, 8° 12′ 29″ O)                                                                          | Merenberg, Höhberg                                                        | LM    | Ringwallanlage                                       | Späte Bronzezeit                                      | Gut erhaltene und noch sichtbare, über einen Hektar große Ringwallanlage, die als Keimzelle keltischer Besiedlung den Raum des heutigen Waldgebietes zw. Merenberg und Löhnberg umfasst. Später folgten auch die Wallanlagen „Hinterster Kopf“ bei Löhnberg und der dazwischenliegende „Roter Kopf“ in der Hallstattzeit und der Latènezeit nach. Ringwall Höhburg: Umlaufender Wall im Nordnordwesten an Felsgruppen auslaufend. Toranlage im Südwesten. Südlich vorgesetzter Abschnittswall, dem östlich noch ein rechtwinkliger kleiner Wall vorgesetzt ist. Am Abschnittswall nach Süden ein längerer Wall entlang der Höhenrückenline nach Süden. Links und rechts dieses Walles liegen mehrere Plateaus mit Wällen (Ackerbau- und Siedlungsflächen, sogenannte Podien), die noch heute im Gelände sichtbar sind, und ca. 7,5 ha umfassen. Das die drei Wallanlagen umfassende Gebiet wird als Oppidum für ca. 10.000 Menschen angesehen. Die bekannten Siedlungsflächen um die 3 Bergköpfe mit Wallanlagen und um den Vordersteinkopf nehmen eine Fläche von etwa 180 ha ein. | [ 79 ]                                  |
| → Ringwall Hoher Dörnberg (Wallanlage Dörnberg) (Lage: 51° 21′ 16″ N, 9° 20′ 51″ O)                                                 | Zierenberg, Hoher Dörnberg                                                | LKS   | Ringwallanlage                                       | Jungsteinzeit                                         | Dreiecksförmiger fast 1,1 km langer Ringwallrest mit Fläche von 6,5 ha; mit den zwei westlich und nördlich vorgelagerten Abschnittswällen ergäbe sich eine Gesamtfläche von 9,5 ha; Siedlungsreste bis in die Frühlatènezeit. Ein Zugangstor soll sich im Osten befunden haben. | Mehr Bilder                             |
| → Ringwall Hohlestein (Lage: 51° 21′ 5″ N, 9° 21′ 48″ O)                                                                            | Ahnatal-Weimar, Hohlestein                                                | LKS   | Ringwallanlage                                       | Spätlatènezeit                                        | Zwei Wallreste (Im Westen und im Osten) einer kleinen spätkeltischen Befestigung, die entlang der steilen Bergkuppe nach Osten ausgeweitet liegt und im Norden und Süden jeweils an die beiden Berggrate anschließt. Östlich bis nördlich an der flacheren Seite ein vorgelagerter kaum noch sichtbarer Abschnittswall (der nach Süden, spitz zulaufend, noch weit ausgreift), die anderen Himmelsrichtungen durch steile Anstiege geschützt. Der eigentliche Basaltfelsen, innerhalb dessen Reste einer Basaltsteingrube, die zeitlich vorher genutzt wurde; prähistorische Scherbenreste und 1951 am Osthang der Basaltkuppe nahe dem Basaltfelsen Funde einer großen Anzahl von Gefäßscherben aus der La-Tène-Kultur sowie Bruchstücke von Hüttenlehm eines keltischen Stützpunkts aus dem späten 2. bis 1. Jahrhundert v. Chr.; eine chattische Verwendung des Kultplatzes nicht belegbar. Der kleine Ringwall (Innen: ca. 320 m Umfang und 0,7 ha Fläche, den östlichen Abschnittswall einschließend: ca. 1050 m Umfang und 1,25 ha einschließend) wird eher zur Absicherung einer Kultstätte oder eines Heiligtums, denn als Wohnstätte gesehen, dennoch finden sich (vermutlich landwirtschaftliche) Terrassen nördlich und östlich am Auslauf des Berges. Möglicherweise in ähnlicher Funktion wie die Helfensteinanlage zur Wallanlage Dörnberg. Mittelalterliche Funde des 12. oder 13. Jahrhunderts werden mit einer möglichen Burg in Verbindung gebracht. | Mehr Bilder                             |
| Ringwall Holzburg (Lage: 50° 21′ 25″ N, 8° 35′ 56″ O)                                                                               | Usingen-Kransberg, Holzberg                                               | HG    | Wallanlage                                           | Ende der Eisenzeit                                    | Mehrteilige Anlage, mindestens zwei Ringwälle, weitere ineinander übergreifend, elliptisch West-Ost ausgerichtet auf dem gleichnamigen Berg der südlich vom Holzbach und nördlich und westlich von der Usa eingegrenzt wird. Im Osten größter Unterschied Wall zu Grabensohle von noch etwa 3,5 m. Mögliche Durchgängen im Südosten und im flacher auslaufenden Westen. Kleinster Ringwall ca. 2,6 ha, größter Ringwall etwa 4,6 ha einnehmend. Der Holzberg weist besonders im Nordosten Erdstufen, Terrassen und Ackerraine auf, wie sie für keltische Ringwallanlagen im hessischen Raum typisch waren. Innerhalb im 10. Jahrhundert eine mittelalterliche Turmburg, ab 1218 als Kapelle (Marienkapelle), die auf einer planen Fläche von ca. 1390 m2 steht und von einem etwa 145 m langen Wall umgeben ist. | Mehr Bilder                             |
| Wallanlage Hünselburg (Lage: 51° 10′ 52″ N, 8° 58′ 10″ O)                                                                           | Waldeck-Nieder-Werbe, Lindenberg                                          | KB    | Wallanlage                                           | Frühlatènezeit                                        | Mehrteilige Anlage von Sperrwällen (drei im Norden, mindestens zwei im Süden) auf dem langgezogenen Bergrücken des Lindenbergs, heute über dem Edersee liegend und fingerförmig weit in diesen hineinragend, Wallreste sichtbar. Podien nordöstlich in den Reliefdaten sichtbar. Archäologisch nicht untersucht. Die Reste der Anlage heute Teil eines NSG; über Stichweg vom Rundwanderweg Urwaldsteig Edersee zu erkunden. | Mehr Bilder                             |
| Ringwall Hünstein (Hünkopf, Holzhausen-Oberwald) (Lage: 50° 48′ 11″ N, 8° 32′ 4″ O)                                                 | Dautphetal-Holzhausen, Hünstein                                           | MR    | Ringwallanlage                                       | Latene- oder Hallstattzeit                            | Geringe Mauerreste, Wallgräben. | Mehr Bilder                             |
| Ringwall Hundsburg (Lage: 51° 4′ 18″ N, 9° 13′ 48″ O)                                                                               | Borken- Kleinenglis, Hundsburg                                            | HR    | Ringwallanlage                                       | Hallstattzeit                                         | Wallreste einer zu 70 % verschliffenen, etwa herzförmigen Wallanlage auf dem Hundsberg (334 m), Reste von Wall und Graben nach Nordosten, im Westen schwach, im Süden gar nicht zu erkennen, möglicherweise Doppelwallanlage gewesen; Funde von Keramikscherben wohl aus der Hallstattzeit. Guter Überblick auf die Schwalmpforte (Nordberg der Schwalmpforte). Die Anlage ist knapp über 6,1 ha groß und zählt damit zu den mittelgroßen Wallanlagen. Verschliffene (nördlich auf dem Köpfchen, 332 m) bzw. stark verschliffene (nordwestlich auf dem Hasenberg, 321 m) mögliche Wallreste um zwei benachbarte Bergkuppen wären noch zu interpretieren. | Berg Hundsburg rechts der Schwalmpforte |
| Ringwall Hunnenburg (Goldberg) (Hunburg, Hunnenburg, Hühnenburg, Hünenburg) (Lage: 50° 44′ 25″ N, 8° 55′ 23″ O)                     | Amöneburg-Mardorf, Goldberg                                               | MR    | Ringwallanlage                                       | Späthallstattzeit                                     | Etwa 1,2 ha große, halbkreisförmige, ca. 260 m lange, einfache Wallanlage (Wall: max. 7 m breit, durchschnittlich nur noch 0,5 m hoch erhalten), ohne vorgelagertem Graben, von Norden über Westen nach Südosten, östlich eine gerade Nordnordwest-Südsüdost verlaufende Felsenabbruchkante als natürliche Sicherung. Der Münzschatz aus Mardorf (Goldmünzenfund von Mardorf), auch genannt die Regenbogenschüsselchen vom Goldberg, gefunden am 1. und 2. März 1880 nahe der sogenannten Hunnenburg sind sogenannte vindelikische Stater, Typ II D. Reste des Fundschatzes befinden sich im Hessischen Landesmuseum für Vorgeschichte Kassel. Ein Tor wird im Süden vermutet. Eine Quelle ist 160 m südöstlich des Tores nachgewiesen. 1963 durch H. Kern gesammelte wenige, dunkle Fundkeramik, z. T. mit umlaufender Tröpfchenverzierung von becherartigen Gefäßen, Näpfchen und Schälchen; dazu Spinnwirtelfund und Kieselschieferabschläge. |                                         |
| Wallanlage Hunrodsberg (Wallanlage Hühneroths Berg) (Lage: 51° 18′ 21″ N, 9° 24′ 25″ O)                                             | Kassel-Bad Wilhelmshöhe, Hunrodsberg                                      | KS    | Wallanlage                                           | Eisenzeit                                             | Wallreste einer verschliffenen, möglicherweise einst geschlossenen Wallanlage auf dem 436 m hohen Hunrodsberg über dem Druseltal am südlichen Ende des Bergparks Wilhelmshöhe, 500 m südlich der Löwenburg. Die Reste der Wallanlage grenzen ca. 4,3 ha Fläche ein; nur noch 2/5 Wall (Länge 350 m) der Anlage mit abgerundeten Ecken nach Osten noch vorhanden, nordwestlich bis an die südöstliche Ecke des Bergsees Asch heranreichend, nach Süden Felsenkante ins Druseltal ohne sichtbare Wallreste, westlich nicht mehr sicher verfolgbar, über eisenzeitliche Scherbenfunde der Hallstatt- und Latènezeit südöstlich außerhalb auf dem Möllers Ruh genannten Bergrücken datiert. Weitere Funde: ein Steinbeil, ein Quarzitartefakt und zwei Spinnwirtel. Toranlage im Osten durch neuzeitlichen Weg heute noch nachvollziehbar. |                                         |
| → Ringwall Kapellenberg (Lage: 50° 5′ 57″ N, 8° 26′ 13″ O)                                                                          | Hofheim am Taunus                                                         | MTK   | Ringwallanlage                                       | Ca. 4000 v. Chr., Jungsteinzeit, Michelsberger Kultur | Graben- und Wallreste eines langovalen Ringwalls, größte Ausdehnung ca. 1300 × 500 m, Fläche von etwa 46 Hektar einnehmend; plus Grabhügel der Schnurkeramik, Rundschanze unbekannter Zeitstellung und Reste eines römischen Wachturmes. | Mehr Bilder                             |
| Ringwall Kellerskopf (Lage: 50° 8′ 16″ N, 8° 17′ 0″ O)                                                                              | Wiesbaden-Naurod, Kellerskopf                                             | WI    | Ringwallanlage                                       | Genaue Zeitstellung unbekannt (Eisenzeit möglich)     | (Stark) verschliffene Ringwallanlage um den 474 m hohen Kellerskopf im westlichen Taunus. Auf dem Gipfel Aussichtsturm mit Gasthof. |                                         |
| Ringwallanlage Kleinberg (Lage: 50° 44′ 10″ N, 9° 52′ 32″ O)                                                                        | Rasdorf                                                                   | FD    | Ringwallanlage                                       | Eisenzeit                                             | Wall- und Grabenreste einer kleineren Ringwallanlage. | Mehr Bilder                             |
| Wallanlage Kleine Wich (Wallanlage Kleine Wiege) (Lage: 50° 36′ 10″ N, 8° 16′ 31″ O)                                                | Greifenstein (Hessen)-Holzhausen                                          | LDK   | Wallanlage                                           | späte Eisenzeit                                       | Stark verschliffene Wallreste einer noch zu 60 % aus den Reliefdaten erkennbaren, Südwest-Nordost liegenden, ovalen, etwa 5 ha großen Ringwallanlage: östlich der Ulmbachtalsperre, 200 m südwestlich des mittelalterlichen Burgstalls der Lichtenstein, um eine namenlose 313,3 m hohe Kuppe, deren westliche Felsformation Kleine Wich (Kleine Wiege) genannt wird und die steile westliche Begrenzung der Anlage zum Ulmbachtal ist. Nordwestlich innerhalb des Ringwalls liegt eine weitere, noch klar erkennbare, rechtwinklige Wall-Grabenanlage (ca. 0,77 ha) an der ungeschützteren Nordostseite, Podien nachweisbar, spärliche Keramikreste der späten Eisenzeit zugeordnet. |                                         |
| Ringwallanlage Landsburg (Lage: 50° 57′ 49″ N, 9° 13′ 5″ O)                                                                         | Schwalmstadt, zw. Michelsberg und Schlierbach                             | HR    | Ringwallanlage                                       | Urnenfelderkultur                                     | Abgegangene bis zu 3-fach bewallte Ringwallanlage: Während der Urnenfelderkultur ist eine ca. 6 ha große Befestigung angelegt worden, die aus bis zu drei hintereinander liegenden Wällen aus dem anstehenden Basaltgeröll bestand. Die Belegung endete in der Frühlatènezeit. Im Süden dieser Befestigung lag die spätere hochmittelalterliche Landsburg, ebenfalls durch den Basaltsteinbruch vollständig abgegangen. Die Wallanlage gehört damit zu den seltenen Wallanlagen Hessens, die sowohl während der Urnenfelder- als auch während der Hallstatt- und frühen Latènezeit besiedelt waren. Der Zugang zur Anlage wird an der südwestlichen Flanke der Befestigung angenommen. Funde von älteren, schon seit 1845 laufenden, archäologischen Untersuchungen und Notbergungen größtenteils verschollen. Keramikreste/-funde mit Verzierungen mit dem Mehrener Muster oder Dellenverzierungen im Dorfmuseum „Heimatstuben“ in Neuental-Zimmersrode und in der Sammlung für Vor- und Frühgeschichte der „museumslandschaft hessen kassel“. Möglicherweise mehrere Siedlungen oder Siedlungsteile innerhalb der befestigten Anlage. |                                         |
| Erdwerk Leidhecken „Der Haag“ (Lage: 50° 20′ 14″ N, 8° 53′ 13″ O)                                                                   | Florstadt-Leidhecken                                                      | FB    | Erdwerk                                              | Michelsberger Kultur Stufe V                          | Erdwerk auf flacher Erhebung am Zusammenfluss und im Auenbereich von Horloff und Nidda südwestlich der nur wenig höheren Basaltkuppe Auf der alten Burg mit Siedlung der Urnenfelderkultur und der MK; das Erdwerk mit Siedlungsspuren der MK, Graben nachgewiesen. Befunde: charakteristische Rotlehm/Hüttenlehmreste; Tonscheiben, konische Becher, Becher mit einziehendem und solche mit ausbiegendem Rand, Vorratsgefäße mit einziehendem Rand und konischen Formen, Flaschen vom Typ 18, kalottenförmige Schüsseln, Knickwandschüsseln. michelsbergzeitliches Steinbeil. |                                         |
| Ringwall Lützelburg (Lage: 50° 57′ 34″ N, 8° 44′ 35″ O)                                                                             | Wetter-Mellnau                                                            | MR    | Ringwallanlage                                       | Späte Hallstattzeit                                   | Wall- und Grabenreste einer dreieckigen Ringwallanlage nordwestlich des Christenberges; gilt als dessen Vorläufer. | Mehr Bilder                             |
| Oppidum Milseburg (Lage: 50° 32′ 48″ N, 9° 53′ 47″ O)                                                                               | Hofbieber- Danzwiesen, Milseburg                                          | FD    | Oppidum, Ringwallanlage                              | Ende der Eisenzeit                                    | Wall- und Grabenreste eines ca. 50 ha großen Oppidums auf und um die Milseburg mit einem Ringwall und mehreren Abschnitts- und Trennwällen; wobei nur eingeschränkte Bereiche (Podien) der Milseburg bewohnbar waren. Ausgrabungen 2003/2004 und 2014/2015 belegen Wohnplätze, Funde u. a. der Mehrener Keramik, Paukenfibeln, Bronzereif und Schwertreste. | Mehr Bilder                             |
| → Ringwall Odenberg (Lage: 51° 11′ 42″ N, 9° 22′ 42″ O)                                                                             | Gudensberg, Berg Odenberg                                                 | HR    | Ringwallanlage                                       | Genaue Zeitstellung unbekannt (vorgeschichtlich)      | Stark verschliffener Wallring um zwei kleinere, vermutlich aus dem Frühmittelalter stammende Wallburgen (Ringwallanlagen Odenberg). Könnte mit der Höhensiedlung der Wartberg-Kultur und den Sperrschanzen im Südosten des Odenberg-Rückens in Verbindung gebracht werden. Der langgestreckte, schwache, die beiden kleinen, viel jüngeren, Anlagen umfassende Wall, der komplett den Berg einschließt und eine Fläche von etwa 3,5 ha einschließt, hat nach Südosten am Sattelaufstieg mindestens einen kurzen Abschnittswall vorgelagert. | Mehr Bilder                             |
| Wallanlage Rhündaer Berg (Lage: 51° 6′ 42″ N, 9° 25′ 33″ O)                                                                         | Felsberg-Rhünda, Rhündaer Berg                                            | HR    | Ringwallanlage und Höhensiedlung                     | Eisenzeit                                             | Mehrfach gegliederte Ringwallanlage mit nachgewiesener kleiner Höhensiedlung (ca. 25 Häuser, ein Zentralgebäude ergraben). Das zeitlich enge Fundspektrum legt eine Anlage der Wallanlage frühestens um 600 v. d. Z. in die Hallstattzeit Ha C / Ha D nahe und war nur wenige Generationen besiedelt. Die Wallanlage wird dementsprechend zugeordnet; die Anlage ist bereits stark verschliffen, Teile durch Steinbrüche abgebaut. Abschnittswälle nach Südosten noch erkennbar. Die untersuchten Pfostenlöcher der Siedlungsbauten sind mit Basaltstelen gekennzeichnet. Informationen dazu im Museum für Vor- und Frühgeschichte Gensungen. Ein archäologischer Wanderpfad mit Informationstafeln erschließt das Bodendenkmal. |                                         |
| Ringwallanlage Riesenburg (auch Ringwall Riesenkopf) (Lage: 50° 24′ 56″ N, 8° 22′ 5″ O)                                             | Weilmünster-Rohnstadt, Riesenkopf                                         | LM    | Ringwallanlage                                       | Keltenzeit                                            | Nahe der keltischen Hünerstraße gelegen; auf Bergsporn (Riesenkopf) des nach Nordwesten auslaufenden Bergrückens, leicht ovaler Ringwall (d1: 165 m, d2: 110 m) mit Annexwall im Nordwesten, Eisenerzverarbeitung der unterhalb liegenden Vorkommen, daran vorbeilaufend teilt ein Wall (SW nach NO laufend) die Anlage, Kulturdenkmal; 2 zeitlich spätere Überbauungen. |                                         |
| Ringwallanlage Rimberg (Lage: 50° 50′ 30″ N, 8° 37′ 46″ O)                                                                          | Dautphetal-Damshausen, Rimberg                                            | MR    | Ringwallanlage                                       | 6. Jh. v. Chr.                                        | Reste von mehreren Steinwällen, Tordurchlässe nachgewiesen, von der Hallstattzeit bis Latènezeit besiedelt. | Mehr Bilder                             |
| Ringwall Rittershausen (genannt „Burg“) (Lage: 50° 51′ 3″ N, 8° 16′ 43″ O)                                                          | Dietzhölztal-Rittershausen, Hohe Lay                                      | LDK   | Ringwallanlage                                       | Ca. 450 v. Chr.                                       | Graben- und Wallreste einer ca. 5,4 ha großen ovalen Wallanlage (SW-NO Ausdehnung: 335 m, NW-SO: 200 m) um den Burgberg (Hoher Lay, 516 m), Funde von Eisenwaffen- und Geräten aber auch von Keramik und Schmuckstücken, Ende ca. im 3. Jahrhundert v. Chr., auf dem SO-Hang innerhalb und vor der Anlage mehrere Dutzend vermutlich landwirtschaftlich genutzte Terrassen, Pingen im Reliefbild deuten auf Bergbaulöcher hin. Zwei Abschnittswälle zum nordwestlichen Sporn könnten auch Teil weiterer stark verschliffener kompletter Ringwälle sein, wie es sich aus den Reliefdaten entnehmen lässt. |                                         |
| Erdwerk Rittplatz (Erdwerk Wetzlar-Dalheim, Dalheimer Erdwerk) (Lage: 50° 33′ 27″ N, 8° 27′ 55″ O)                                  | Wetzlar-Dalheim, Flur Rittplatz                                           | LDK   | Erdwerk                                              | Jüngere Bandkeramik                                   | 2002 bei geomagnetischer Prospektion gefundenes Erdwerk mit mindestens 2 Gräben im Halbkreis um eine Terrasse am Lahnufer; wohl ursprünglich als geschlossenes Erdwerk mit Wall und Graben zu interpretieren, mit Nachweis von Siedlungsbefunden bandkeramischer Langhäuser (mindestens ein Dutzend sind nachgewiesen). Die Siedlung wird mit einer Ausdehnung von noch 200–300 m westlich als viel größer angenommen. Die Gräben des Erdwerkes werden auf eine Breite von 2–3 m und 700–1000 m Länge geschätzt. Besiedlungsschwerpunkt an der mittleren Lahn, der die Lücke zwischen Nordhessen und der Wetterau schließt. Lesefunde zeigen Nachbesiedlung in der römischen Kaiserzeit (1. bis 4. Jahrhundert) und im Frühmittelalter (7. bis 9. Jahrhundert). |                                         |
| Ringwallanlage Rosenberg (Lage: 51° 28′ 14″ N, 9° 19′ 35″ O)                                                                        | Liebenau-Niedermeiser, Rosenberg                                          | LKS   | Ringwallanlage                                       | Genaue Zeitstellung unbekannt (vorgeschichtlich)      | Stark verschliffene kleine ovale Ringwallanlage um die Kuppe des Rosenbergs, 299,7 m ü. NHN hohe Erhebung des Oberwälder Landes, mit vermutlich einem Wall-Graben-Wall-System, das eine Fläche von etwa 0,43 ha einnimmt. Die nahezu kreisförmige äußere Begrenzung hat einen Umfang von ca. 230 m und einen (äußeren) Durchmesser von etwa 78 m. Dabei ist der südwestliche Teil durch einen ehemaligen neuzeitlichen Steinbruch bereits zerstört. Ca. 120 m von der Kuppe nach Osten liegt ein 52 m langer fast Nord-Süd verlaufender Halsgraben bzw. Abschnittswall. Möglicherweise gehörte er zu Wallanlage. Nordhessische Autoren haben die Anlage jüngst als vorgeschichtliche Anlage gekennzeichnet, die sie in keltische Zeit legen. Südöstlich am Hang finden sich noch unerforschte Siedlungsspuren (Kulturterrassen oder Wohnpodien). |                                         |
| Ringwall Roßkopf (Lage: 50° 15′ 27″ N, 8° 31′ 39″ O)                                                                                | Wehrheim-Obernhain                                                        | HG    | Ringwallanlage                                       | Vermutlich Eisenzeit                                  | Schwache Wallreste eines langovalen Ringwalls über den Bergrücken des Roßkopfes. | Mehr Bilder                             |
| Wallanlage Roter Kopf (Lage: 50° 30′ 52″ N, 8° 13′ 0″ O)                                                                            | Merenberg, Roter Kopf                                                     | LM    | Wallanlage                                           | Latènezeit                                            | Wallanlagenreste östlich Merenbergs und östlich der Ringwallanlage Höhburg, späterer Teil der eisenzeitlichen bis keltischen Siedlungsgebiets zwischen dem heutigen Merenberg und Löhnberg, die ca. 0,6 ha großen Wallanlagen völlig verschliffen, nach Süden Abschnittswälle und Siedlungspodien noch sichtbar. | [ 76 ]                                  |
| Ringwallanlage Sängersberg (Lage: 50° 38′ 27″ N, 9° 32′ 10″ O)                                                                      | zw. Bad Salzschlirf und Schlitz-Ützhausen                                 | FD/VB | Ringwallanlage                                       | Späte Bronzezeit                                      | Langovaler Ringwallrest um 2 Basaltkuppen des Sängersberges, Mauer aus Basaltschlacken und Sandsteinen, Brandreste; 1901 durch Joseph Vonderau erkannt und untersucht, bronzezeitliche Keramikscherbe mit Kornstrichverzierung, zwei Dutzend Pfeilspitzen der späten Bronzezeit, seit 2017 Untersuchungen durch die Johann Wolfgang Goethe-Universität Frankfurt am Main. | Mehr Bilder                             |
| Ringwall Scheuernberger Kopf (Ringwall Odersbach) (Lage: 50° 28′ 7″ N, 8° 14′ 10″ O)                                                | Weilburg-Odersbach                                                        | LM    | Ringwallanlage                                       | Latènezeit                                            | Noch heute sichtbarer ovaler Doppelringwall (Innenring (d1: 105 m, d2: 69 m) mit Fläche von 0,6 ha; Außenring nach Südwesten ausgreifend (d1: 180 m, d2: 116 m) mit einer Fläche von 1,62 ha) am Scheuernberger Kopf (269 m NN) östlich in den Steilhang zum Lahntal übergehend, der über hundert Meter steil zur Lahn abfällt. |                                         |
| Wallanlage Schiebberg (Lage: 50° 35′ 52″ N, 9° 37′ 3″ O)                                                                            | Fulda-Maberzell, nordwestlich Trätzhof, Schieb-Berg                       | FD    | Ringwallanlage                                       | Spätlatènezeit                                        | Fast tropfenförmige ca. 5,5 ha große Ringwallanlage (Süd-West-Ausdehnung: 265 m, Nord-Süd-Ausdehnung: ca. 285 m) um den Schiebberg (376 m), nur der südliche Halbteil noch (bis 1 m hoch) sichtbar. Im Westen und Osten als Terrassenkante Richtung Norden auslaufend. 1906 von W. Lange topografisch erfasst. 1930 durch J. Vonderau 3 Wallschnitte: Außen 1,5 m Buntsandsteinmauer, die mit Erdschüttung von innen stabilisiert wurde, Keramikfunde von Vonderau in die Spätlatènezeit datiert. Südlich vor der Anlage mehrere Terrassen und mindestens 2 Grabhügel; nach Südosten Richtung Trätzhof mehrere Gruppen von Hügelgräbern mit bronze- und eisenzeitlichen Funden; Zusammenhänge zw. Wallanlage und Grabhügeln werden nicht gezogen. |                                         |
| → Ringwall Stallberg (Lage: 50° 43′ 3″ N, 9° 50′ 32″ O)                                                                             | Hünfeld-Kirchhasel-Stendorf, Stallberg                                    | FD    | Ringwallanlage                                       | Urnenfelderkultur                                     | Ringwall und Hügelgräber der Bronzezeit, 900 m Umfang, nahezu kreisrund, 6 ha Fläche, tw. auch erst der Eisenzeit zugeordnet. Wallhöhe zum Teil noch bis in 1,7 m Höhe erhalten. Breite an der Wallkrone bis 4 m. Außenfront der Mauer im Südwesten an alten Schnitten Vonderaus gut zu sehen: senkrecht zur Front verlegte Säulenbasalte, Holzkonstruktion nicht nachgewiesen. Tor vermutlich an der Nordwestseite an zwei versetzt ankommenden Mauerenden. Ausgrabungen 1903 durch Josef Vonderau und 2016/2017 im Rahmen des Loewe-Projekts der Goethe-Universität Frankfurt. | Mehr Bilder                             |
| → Wallanlage Steeden (Wallanlage auf dem Herrenplatz, Wallburg Herrenplatz) (Lage: 50° 25′ 13″ N, 8° 7′ 36″ O)                      | Runkel-Steeden, Herrenplatz                                               | LM    | Wallanlage                                           | Latènezeit                                            | Abgegangene Wallanlage (durch Kalksteinbruch in den 1950er Jahren völlig abgetragen und mit Wasser gefüllt) auf dem sogenannten Herrenplatz; die Reste der ehemals auf dem Hochplateau liegenden und nach Westen über eine Felswand gesicherten offenen halbkreisförmigen Wallanlage waren Karl August von Cohausen bekannt und wurden von ihm nach Untersuchungen und Grabungen ansatzweise beschrieben. Der bogenförmige mit Steinen vermischte Erdwall war auf der Nordseite 15 m breit und 3 m hoch, auf der Ostseite nur 12 m breit und auf der Südseite nur mehr als Geländestufe wahrzunehmen. Neben Tierknochen wurden Gefäßfragmente großer Gefäße (bis 50 cm Durchmesser) mit Verzierungen und kleinere Schalenfragmente (bis ca. 25 cm Durchmesser) gefunden. Die beschriebenen Schnurverzierungen würde man heute vermutlich der Schnurbandkeramik zuordnen. Ca. 450 m östlich außerhalb der Anlage wurden Reste eines Wohnplatzes ergraben. Am Berg darunter befanden sich die heute ebenfalls nicht mehr vorhandenen Höhlen „Wilde Scheuer“ (auch „Wildscheuer“) und „Wildes Haus“ als bedeutende Steedener Fundplätze des Jungpaläolithikums. Knapp 1 km nördlich liegen die Reste eines schon 1859 erkannten Megalithgrabes, in dem die sterblichen Überreste von fast 200 Menschen lagen (Ausgrabung 1961). Die Funde auf dem Gelände der Wallanlage am Herrenplatz werden zeitlich vom Neolithikum bis zur Rössener Kultur und dann wieder in die Hallstatt- bis Latènezeit datiert, in die auch die Wallanlage zugeordnet wird, obwohl kein Grabensystem zugehörig war. |                                         |
| Ringwall Steinperf (Ringwall Burgberg Steinperf) (Lage: 50° 48′ 52″ N, 8° 28′ 35″ O)                                                | Steffenberg-Steinperf, Burgberg                                           | MR    | Ringwallanlage                                       | Eisenzeit                                             | Vorgeschichtlicher, vermutlich eisenzeitlicher Ringwall auf dem Burgberg südwestlich von Steinperf; infolge industriellen Abbaus von Diabas durch einen Steinbruch abgetragen. Reste des ehemaligen Steinwalls von bis zu 10 m Breite und 1,50 m Höhe befanden sich an der Ost-Seite der Anlage. Zugangstor an der abgetragenen West-Seite des Ringwalles vermutet. Datierende Funde fehlen. |                                         |
| Erdwerk Usingen (Spätbandkeramisches Erdwerk bei Usingen im Taunus) (Lage: 50° 20′ 24″ N, 8° 33′ 35″ O)                             | Usingen                                                                   | HG    | Erdwerk                                              | Bandkeramik: 5210–4810 v. Chr.                        | Ab 1999 durch geophysikalische Prospektion entdecktes, mehrteiliges, und zeitlich mehrphasiges, 2,4 ha großes Erdwerk auf Grundlage mehrerer seit 1993 bekannter bandkeramischer Fundstellen. Flacher Löß-Geländerücken eingegrenzt von nordwestlich in die Usa einmündenden Eschbach und östlich verlaufender Usa im Usinger Becken, östlicher Hintertaunus. 2000 in drei Suchschnitten (Fläche 0,17 ha) durch die Goethe-Universität Frankfurt, polnischen Gastarchäologen und freiwilligen ehrenamtlichen Helfern archäologisch ergraben. Gegliedertes unregelmäßig geformtes Grabensystem in Spitzgräben angelegt (2 ungleich breite nach Norden längere Rechtecke werden von einem nur leicht breiteren nach Osten ausgerichteten Rechteck überschnitten. Die Abrundungen der Ecken ergeben sich zumeist aus den Höhenlinien). Im nördlichen Teil nachgewiesene Gräben 2,85 m breit und 1,90 m tief, was auf ursprünglich 4,6 m breite und 2,9 m tiefe Gräben geschätzt wird. Vier Grabenunterbrechungen als Toranlagen gedeutet. Mindestens ein Hausbau nachgewiesen. Anlage nach wenigen Generationen nicht mehr genutzt. Keramik entspricht dem lokalen Komplex des Usinger Beckens. Ornamentik der Keramik verweist auf die Endphase der Bandkeramik. C-14 Datierung über Pflanzenreste in den unterschiedlichen Gräben. Fundteile seit 2004 in Ausstellung Vor- und Frühgeschichte des Usinger Landes im Historischen Rathaus Usingen. Vermutlich Erdwerk eher Schutzfunktion als Kultstätte. | Erdwerk Umrisse im Magnetometer Survey  |
| Ringwall Wilder Stein (Wallanlage Bilstein, Wallanlage Kellerberg bei Nauborn) (Lage: 50° 31′ 33″ N, 8° 29′ 38″ O)                  | Wetzlar-Nauborn                                                           | LDK   | Ringwallanlage                                       | Michelsberger Kultur                                  | Stark verschliffene nahezu kreisförmige Doppel-Wallanlage, deren beide Wall-Grabensysteme bis zu 30 Meter voneinander entfernt sind. Wall am besten noch im Osten zu erkennen. Durchmesser innerer Ring: 170 m, äußerer Ring: 210 m; Fläche innerer Ring: 1,8 ha, äußerer Ring: 2,7 ha. Möglicherweise (mindestens) ein, oval nach Nordwesten auf dem Bergrücken Richtung Nauborn ausgreifender Abschnittswall (stark verschliffen) mit längstem Durchmesser von 90 m. Damit wäre eine Fläche von knapp 3,5 ha befestigt gewesen. Liegt vollständig im LSG Kellerberg bei Nauborn. Fundstreuung über die gesamte Fäche. Keramik und Steingeräte vorwiegend Neolithikum, mit hallstatt- und frühlatènezeitlichen Anteilen. |                                         |
| Wallanlage Wildhauskopf (Wildfraukippel) (Lage: 50° 29′ 13″ N, 9° 9′ 34″ O)                                                         | Schotten-Eschenrod, Wildhauskopf (Flur Wildfrauenhaus)                    | VB    | Wallanlage                                           | Genaue Zeitstellung unbekannt (vorgeschichtlich)      | Nahezu, durch die Geologie des Berges bedingte, trapezförmige, ca. 1 ha große Wallanlage (NW-SO-Ausdehnung: 93 m, SW-NO-Ausdehnung: 115 m) um einen Basaltkopf (454 m), Bergplateau vermutlich künstlich eingeebnet. Wälle nicht mehr durchgängig, Toranlage kann im Osten vermutet werden, Annexabschnitt im Südwesten, über die Anlage verteilt Podien (Besiedlung oder Landwirtschaft) oder Annexwälle, SW-NO ausgerichtet. |                                         |
| Ringwall Wildsberg (Ringwall Beiseförth, Wildsburg) (Lage: 51° 4′ 46″ N, 9° 33′ 43″ O)                                              | Malsfeld-Beiseförth, Wildsberg                                            | HR    | Ringwallanlage                                       | Vermutlich Eisenzeit                                  | Wall- und Grabenreste eines östlich der Fulda in einer südwestlichen Schleife des Flusses liegenden, ovalen, ca. 4–5 ha großen Ringwalls auf einem südwestlichen Spornausläufer des Wildsberges. Das südwestliche, nicht mehr sichtbare Ende von einem Tunnel der Fuldabahn unterquert. Nordöstlich riegelt ein Abschnittswall den Sporn zum Berg zusätzlich ab. Maximale Höhen von 1,5 m noch sichtbar, nördlich eine ausgreifende Ecke, vermutlich um einen Quellbereich. |                                         |

## Gesamtbestand
Bekannte vor- und frühgeschichtliche Befestigungsanlagen im heutigen Bundesland Hessen (Stand: 7. Januar 2024):  Erfasster Bestand : 90 

Es sind noch mindestens dreißig weitere Anlagen bekannt, die eine vorchristliche Zeitstellung haben könnten, aber aufgrund fehlender Untersuchungen und wissenschaftlicher Erkenntnisse derzeit nicht eindeutig datiert sind.

## Listen zu Wallanlagen im deutschsprachigen Raum
Die folgenden Listen sind meist ohne zeitliche Unterscheidung bzw. auch mittelalterliche Wallburgen einschließend:
- Liste der Burgwälle in Mecklenburg-Vorpommern
- Liste von Wallburgen in Niedersachsen
- Liste von Wallburgen im Sauerland
- Liste der Erd- und Palisadenwerke der Bandkeramischen Kultur